# Transports en commun d'Arras
Pour les articles homonymes, voir Artis (homonymie).
Artis est la marque commerciale du réseau de bus urbain desservant la communauté urbaine d'Arras située dans le département du Pas-de-Calais en Hauts-de-France. Celui-ci est exploité par le groupe Keolis à travers sa filiale Keolis Arras depuis septembre 2004.
Le réseau est composé de vingt-cinq lignes de bus dont dix lignes de bus régulières fonctionnant du lundi au samedi, de huit lignes desservant les communes rurales avoisinantes d'Arras,  de deux lignes circulant le dimanches et jours fériés, de deux lignes Actibus dédiées à la desserte des zones d'activités, d'une navette urbaine Ma Citadine composée de deux circuits, de deux lignes Noctibus fonctionnant certains jours en soirée et de plusieurs lignes sous forme de transport à la demande.

## Présentation
Le réseau Artis est le principal service de transport en commun de la Communauté urbaine d’Arras, qui en est l’autorité organisatrice de la mobilité.
Le réseau Artis dessert l’ensemble des 46 communes de la communauté grâce à une offre structurée : il se compose de 10 lignes principales, qui assurent les trajets les plus fréquentés, et de 12 lignes complémentaires, destinées à renforcer la desserte de certains quartiers ou communes plus éloignés. Ce maillage permet une couverture territoriale étendue et un accès facilité aux pôles d’activités, aux établissements scolaires, aux zones commerciales, aux services publics etc.
L’exploitation du réseau est assurée par la société Keolis Arras, une filiale du groupe Keolis. Pour garantir un service régulier et adapté, Keolis Arras dispose d’un parc d’une soixantaine de véhicules, adaptés aux différents types de lignes et aux besoins des usagers.
Au fil des années, le réseau Artis continue d’évoluer pour mieux répondre aux enjeux de mobilité durable, d’accessibilité et de la qualité de service. 
De 2012 à 2013, la fréquentation du réseau a crû de 10 %, soit 8 402 905 voyageurs transportés en 2013, avec une forte croissance de l'utilisation des lignes de transport à la demande (+ 16 %, notamment dans les zones rurales du réseau).
Depuis le 11 juillet 2022, Keolis Arras a décidé de changer leur billettique par l’utilisation de tickets rechargeables et de cartes Pass-Pass (utilisable dans la région Hauts-de-France). Ils ont également changé de valideurs.

## Historique
Le 18 avril 2016, le réseau subit plusieurs modifications :
- La ligne 4 Express est renommée Diabolo en reliant Dainville à l'université d'Artois en ayant des horaires calés sur les principaux trains et TGV de la gare d'Arras ;
- L'itinéraire de la ligne 5 est modifié afin de mieux desservir la zone d'activités du Pacage et le quartier des Champs Fleuris à Sainte-Catherine. Enfin, la fréquence est renforcée avec un passage toutes les trente minutes pour pallier la suppression de la ligne 9 ;
- La ligne 6 est modifiée dans Dainville pour desservir le nouveau quartier Champ du Bel Air. De plus, l'itinéraire de la ligne est modifiée pour desservir le cimetière d'Arras aux heures creuses ;
- La ligne 9, qui reliait Sainte-Catherine — Hauts de Scarpe à la gare d'Arras, est supprimée. La desserte des vieilles rues dans le centre d'Arras étant reprise par la ligne Ma Citadine, et celle du quartier Saint-Michel par la ligne 5 ;
- Certains noms d'arrêts sont modifiés comme par exemple Aquarena qui devient Cité Nature.

## Lignes

### Lignes régulières

#### Lignes de 1 à 10
| Ligne | Caractéristiques | Caractéristiques                                                               | Caractéristiques                                                               | Caractéristiques                                                               | Caractéristiques                                                               | Caractéristiques                                                               | Caractéristiques                                                               | Caractéristiques                                                               | Caractéristiques                                                               |
| 1     | Arras – Centre Commercial ⥋ Saint-Nicolas – Cruppes | Arras – Centre Commercial ⥋ Saint-Nicolas – Cruppes                            | Arras – Centre Commercial ⥋ Saint-Nicolas – Cruppes                            | Arras – Centre Commercial ⥋ Saint-Nicolas – Cruppes                            | Arras – Centre Commercial ⥋ Saint-Nicolas – Cruppes                            | Arras – Centre Commercial ⥋ Saint-Nicolas – Cruppes                            | Arras – Centre Commercial ⥋ Saint-Nicolas – Cruppes                            | Arras – Centre Commercial ⥋ Saint-Nicolas – Cruppes                            | Arras – Centre Commercial ⥋ Saint-Nicolas – Cruppes                            |
| ----- | --- | ------------------------------------------------------------------------------ | ------------------------------------------------------------------------------ | ------------------------------------------------------------------------------ | ------------------------------------------------------------------------------ | ------------------------------------------------------------------------------ | ------------------------------------------------------------------------------ | ------------------------------------------------------------------------------ | ------------------------------------------------------------------------------ |
| 1     | Ouverture / Fermeture Septembre 2004 / — | Longueur —                                                                     | Durée 30 min                                                                   | Nb. d’arrêts 28                                                                | Matériel Urbanway 18 BHNS Urbanway 18 GNV BHNS                                 | Jours de fonctionnement L, Ma, Me, J, V, S                                     | Jour / Soir / Nuit / Fêtes O / N / N / N                                       | Voy. / an —                                                                    | Exploitant Keolis Arras                                                        |
| 1     | Desserte : - Communes : Arras – Saint-Laurent-Blangy – Saint-Nicolas - Gare d'Arras : Quais K et L - Arrêts non accessibles aux personnes à mobilité réduite : Chanteclair, Chambord, Gare de Blangy, Gambetta, Théâtre (Arrêt en sens unique), Pont de cité (Arrêt en sens unique), Eglise St-Paul, Equipement. |                                                                                |                                                                                |                                                                                |                                                                                |                                                                                |                                                                                |                                                                                |                                                                                |
| 1     | Autre : - Amplitude horaire et fréquence : - du lundi au samedi toute l'année : de 6 h 4 à 21 h 20 avec un bus toutes les 15 minutes. - Date de dernière mise à jour : 16 août 2024. |                                                                                |                                                                                |                                                                                |                                                                                |                                                                                |                                                                                |                                                                                |                                                                                |
| 1     | Dernière actualisation : — |                                                                                |                                                                                |                                                                                |                                                                                |                                                                                |                                                                                |                                                                                |                                                                                |
| 2     | Arras – Centre Commercial ⥋ Beaurains – Varlet | Arras – Centre Commercial ⥋ Beaurains – Varlet                                 | Arras – Centre Commercial ⥋ Beaurains – Varlet                                 | Arras – Centre Commercial ⥋ Beaurains – Varlet                                 | Arras – Centre Commercial ⥋ Beaurains – Varlet                                 | Arras – Centre Commercial ⥋ Beaurains – Varlet                                 | Arras – Centre Commercial ⥋ Beaurains – Varlet                                 | Arras – Centre Commercial ⥋ Beaurains – Varlet                                 | Arras – Centre Commercial ⥋ Beaurains – Varlet                                 |
| 2     | Ouverture / Fermeture Septembre 2004 / — | Longueur —                                                                     | Durée —                                                                        | Nb. d’arrêts 41                                                                | Matériel Urbanway 12 Urbanway 12 GNV BHNS                                      | Jours de fonctionnement L, Ma, Me, J, V, S                                     | Jour / Soir / Nuit / Fêtes O / N / N / N                                       | Voy. / an —                                                                    | Exploitant Keolis Arras                                                        |
| 2     | Desserte : - Communes : Arras – Achicourt – Beaurains - Gare d'Arras : Ne s’y arrête plus, se reporter à l’arrêt « Brassart ». Aussi le cas pour la Ligne 6 et la Ligne 7. - Arrêts non accessibles aux personnes à mobilité réduite : Racine, Verlaine, Bleuets, Lanvin, Pont de cité (Arrêt en sens unique), Théâtre (Arrêt en sens unique), Halle aux poissons (Arrêt en sens unique), Gambetta (Arrêt en sens unique), Capucins (Arrêt en sens unique),Cité Jean Jaurès, Saint-Christophe, Moulin Hacart, 19 Mars, Laval, Collège – Piscine, Achard, Vosges, Vercors, Iseran. |                                                                                |                                                                                |                                                                                |                                                                                |                                                                                |                                                                                |                                                                                |                                                                                |
| 2     | Autre : - Amplitude horaire et fréquence : - du lundi au vendredi en période scolaire : de 6 h 29 à 20 h 12 avec un bus toutes les 15 minutes en heures de pointe et toutes les 30 minutes en heures creuses. - samedis scolaires et du lundi au samedi vacances scolaires : de 6 h 29 à 20 h 12 avec un bus toutes les 30 minutes. - Date de dernière mise à jour : 16 août 2024. |                                                                                |                                                                                |                                                                                |                                                                                |                                                                                |                                                                                |                                                                                |                                                                                |
| 2     | Dernière actualisation : — |                                                                                |                                                                                |                                                                                |                                                                                |                                                                                |                                                                                |                                                                                |                                                                                |
| 3     | Anzin-Saint-Aubin – Z.A. des filatiers ⥋ Tilloy-lès-Mofflaines – Château d’Eau | Anzin-Saint-Aubin – Z.A. des filatiers ⥋ Tilloy-lès-Mofflaines – Château d’Eau | Anzin-Saint-Aubin – Z.A. des filatiers ⥋ Tilloy-lès-Mofflaines – Château d’Eau | Anzin-Saint-Aubin – Z.A. des filatiers ⥋ Tilloy-lès-Mofflaines – Château d’Eau | Anzin-Saint-Aubin – Z.A. des filatiers ⥋ Tilloy-lès-Mofflaines – Château d’Eau | Anzin-Saint-Aubin – Z.A. des filatiers ⥋ Tilloy-lès-Mofflaines – Château d’Eau | Anzin-Saint-Aubin – Z.A. des filatiers ⥋ Tilloy-lès-Mofflaines – Château d’Eau | Anzin-Saint-Aubin – Z.A. des filatiers ⥋ Tilloy-lès-Mofflaines – Château d’Eau | Anzin-Saint-Aubin – Z.A. des filatiers ⥋ Tilloy-lès-Mofflaines – Château d’Eau |
| 3     | Ouverture / Fermeture Septembre 2004 / — | Longueur —                                                                     | Durée —                                                                        | Nb. d’arrêts 37                                                                | Matériel Urbanway 12 Urbanway 12 GNV BHNS                                      | Jours de fonctionnement L, Ma, Me, J, V, S                                     | Jour / Soir / Nuit / Fêtes O / N / N / N                                       | Voy. / an —                                                                    | Exploitant Keolis Arras                                                        |
| 3     | Desserte : - Communes : Anzin-Saint-Aubin – Saint-Catherine – Saint-Nicolas – Arras – Tilloy-lès-Mofflaines - Gare d'Arras : Quais B et H - Arrêts non accessibles aux personnes à mobilité réduite : Anzin-St-Aubin Z.A. des Filatiers, Chapitre, Clinique, L’Ardrésis, Église de Saint-Nicolas, Michelet, Tchécoslovaquie, Minelle – Poste, Pont de cité (Arrêt en sens unique), Cathédrale (Arrêt en sens unique) ,Théâtre (Arrêt en sens unique), Place Guy Mollet (Arrêt en sens unique), Gambetta (Arrêt en sens unique), Grand’Place (Arrêt en sens unique), St-Michel (Arrêt en sens unique), Pasteur (Arrêt en sens unique ), Le Rietz, Schweitzer, Lefrère.                                                                             |                                                                                |                                                                                |                                                                                |                                                                                |                                                                                |                                                                                |                                                                                |                                                                                |
| 3     | Autre : - Amplitude horaire et fréquence : - du lundi au samedi : de 6 h 19 à 20 h 1 avec un bus toutes les 30 minutes. - du lundi au samedi vacances été : de 6 h 19 à 20 h 1 avec un bus toutes les 60 minutes le matin et toutes les 30 minutes l'après-midi. - Date de dernière mise à jour : 16 août 2024. |                                                                                |                                                                                |                                                                                |                                                                                |                                                                                |                                                                                |                                                                                |                                                                                |
| 3     | Dernière actualisation : — |                                                                                |                                                                                |                                                                                |                                                                                |                                                                                |                                                                                |                                                                                |                                                                                |
| 4     | Dainville – Mairie ⥋ Beaurains – Centre Commercial | Dainville – Mairie ⥋ Beaurains – Centre Commercial                             | Dainville – Mairie ⥋ Beaurains – Centre Commercial                             | Dainville – Mairie ⥋ Beaurains – Centre Commercial                             | Dainville – Mairie ⥋ Beaurains – Centre Commercial                             | Dainville – Mairie ⥋ Beaurains – Centre Commercial                             | Dainville – Mairie ⥋ Beaurains – Centre Commercial                             | Dainville – Mairie ⥋ Beaurains – Centre Commercial                             | Dainville – Mairie ⥋ Beaurains – Centre Commercial                             |
| 4     | Ouverture / Fermeture Septembre 2004 / — | Longueur —                                                                     | Durée —                                                                        | Nb. d’arrêts 46                                                                | Matériel Urbanway 12 Urbanway 12 GNV BHNS                                      | Jours de fonctionnement L, Ma, Me, J, V, S                                     | Jour / Soir / Nuit / Fêtes O / N / N / N                                       | Voy. / an —                                                                    | Exploitant Keolis Arras                                                        |
| 4     | Desserte : - Communes : Dainville – Arras – Beaurains - Gare d'Arras : Quais A et G - Arrêts non accessibles aux personnes à mobilité réduite : Carr. de Wagnonlieu (Arrêt en sens unique), Pasteur de Dainville (Arrêt en sens unique), Vert Tilleul, Guynemer, Lavoisier, Cuvier, Broussais, Utrillo, Braque, Hochettes, Rue d’Amiens (Arrêt en sens unique), Sainte-Claire, Cours de Verdun, Pont de cité (dir. Beaurains), Théâtre (Arrêt en sens unique), Gambetta, Le Rietz, Temple, Griffiths, Patton, Cité des Jardins, Ribot, Gascogne. |                                                                                |                                                                                |                                                                                |                                                                                |                                                                                |                                                                                |                                                                                |                                                                                |
| 4     | Autre : - Amplitude horaire et fréquence : - du lundi au vendredi en période scolaire : de 6 h 19 à 21 h 12 avec un bus toutes les 15 minutes en heures de pointe et toutes les 30 minutes en heures creuses. - samedis scolaires et du lundi au samedi vacances scolaires : de 6 h 19 à 21 h 12 avec un bus toutes les 30 minutes. - Date de dernière mise à jour : 16 août 2024. |                                                                                |                                                                                |                                                                                |                                                                                |                                                                                |                                                                                |                                                                                |                                                                                |
| 4     | Dernière actualisation : — |                                                                                |                                                                                |                                                                                |                                                                                |                                                                                |                                                                                |                                                                                |                                                                                |
| 5     | Agny – Mairie ⥋ Feuchy – Les Étangs | Agny – Mairie ⥋ Feuchy – Les Étangs                                            | Agny – Mairie ⥋ Feuchy – Les Étangs                                            | Agny – Mairie ⥋ Feuchy – Les Étangs                                            | Agny – Mairie ⥋ Feuchy – Les Étangs                                            | Agny – Mairie ⥋ Feuchy – Les Étangs                                            | Agny – Mairie ⥋ Feuchy – Les Étangs                                            | Agny – Mairie ⥋ Feuchy – Les Étangs                                            | Agny – Mairie ⥋ Feuchy – Les Étangs                                            |
| 5     | Ouverture / Fermeture Septembre 2004 / — | Longueur —                                                                     | Durée —                                                                        | Nb. d’arrêts 40                                                                | Matériel Urbanway 12 Urbanway 12 GNV BHNS                                      | Jours de fonctionnement L, Ma, Me, J, V, S                                     | Jour / Soir / Nuit / Fêtes O / N / N / N                                       | Voy. / an —                                                                    | Exploitant Keolis Arras                                                        |
| 5     | Desserte : - Communes : Agny – Achicourt – Saint-Laurent-Blangy – Arras – Athies – Feuchy - Gare d'Arras : Quais B et G - Arrêts non accessibles aux personnes à mobilité réduite : Calvaire d’Agny (Arrêt en sens unique), Flahaut, Pasteur d’Achicourt, Crinchon, Mairie d’Achicourt, Eglise d’Achicourt, Cité semard, Salengro, Octroi, A.de la Halle, Lamartine d’Arras, Jeanne d’Arc (Arrêt en sens unique), Square Frachon, Goudemand, Brongniart, Artois Expo, Rosati, École de Saint-Laurent, Mapad, Cité d'Hervin, Pont d'Athies, Attila, Mairie d'Athies, Rue de Fampoux (Arrêt en sens unique), Feuchy – Les Étangs, Rue de Fampoux (Arrêt en sens unique), Bouchains (Arrêt en sens unique), Église de Feuchy (Arrêt en sens unique). |                                                                                |                                                                                |                                                                                |                                                                                |                                                                                |                                                                                |                                                                                |                                                                                |
| 5     | Autre : - Amplitude horaire et fréquence : - du lundi au samedi : de 6 h 3 à 20 h 15 avec un bus toutes les 30 minutes. - du lundi au samedi vacances été : de 6 h 33 à 20 h 15 avec un bus toutes les 60 minutes le matin et toutes les 30 minutes l'après-midi. - Date de dernière mise à jour : 16 août 2024. |                                                                                |                                                                                |                                                                                |                                                                                |                                                                                |                                                                                |                                                                                |                                                                                |
| 5     | Dernière actualisation : — |                                                                                |                                                                                |                                                                                |                                                                                |                                                                                |                                                                                |                                                                                |                                                                                |
| 6     | Arras – Docteur Forgeois ⥋ Arras – Douanes | Arras – Docteur Forgeois ⥋ Arras – Douanes                                     | Arras – Docteur Forgeois ⥋ Arras – Douanes                                     | Arras – Docteur Forgeois ⥋ Arras – Douanes                                     | Arras – Docteur Forgeois ⥋ Arras – Douanes                                     | Arras – Docteur Forgeois ⥋ Arras – Douanes                                     | Arras – Docteur Forgeois ⥋ Arras – Douanes                                     | Arras – Docteur Forgeois ⥋ Arras – Douanes                                     | Arras – Docteur Forgeois ⥋ Arras – Douanes                                     |
| 6     | Ouverture / Fermeture Septembre 2004 / — | Longueur —                                                                     | Durée —                                                                        | Nb. d’arrêts 41                                                                | Matériel GX 327 Urbanway 12 Urbanway 12 GNV BHNS                               | Jours de fonctionnement L, Ma, Me, J, V, S                                     | Jour / Soir / Nuit / Fêtes O / N / N / N                                       | Voy. / an —                                                                    | Exploitant Keolis Arras                                                        |
| 6     | Desserte : - Communes : Arras – Dainville - Gare d'Arras : Ne s’y arrête plus, se reporter à l’arrêt « Brassart ». Aussi le cas pour la Ligne 2 et la Ligne 7. - Arrêts non accessibles aux personnes à mobilité réduite : Broussais, Le Caron, Piscine Daullé, Bleuets, Eglise St-Paul, Pont de cité (Arrêt en sens unique), Halle aux poissons (Arrêt en sens unique), Capucins (Arrêt en sens unique), Théâtre (Arrêt en sens unique), Gambetta (Arrêt en sens unique), Square Frachon (Arrêt en sens unique), Lobbedez, Collège Curie. |                                                                                |                                                                                |                                                                                |                                                                                |                                                                                |                                                                                |                                                                                |                                                                                |
| 6     | Autre : - 'Amplitude horaire et fréquence : - du lundi au vendredi en période scolaire : de 6 h 32 à 20 h 36 avec un bus toutes les 15 minutes en heures de pointe et toutes les 30 minutes en heures creuses. - samedis scolaires et du lundi au samedi vacances scolaires : de 6 h 32 à 20 h 36 avec un bus toutes les 30 minutes. - Date de dernière mise à jour : 16 août 2024. |                                                                                |                                                                                |                                                                                |                                                                                |                                                                                |                                                                                |                                                                                |                                                                                |
| 6     | Dernière actualisation : — |                                                                                |                                                                                |                                                                                |                                                                                |                                                                                |                                                                                |                                                                                |                                                                                |
| 7     | Arras – Brassart ⥋ Beaurains – Centre Commercial | Arras – Brassart ⥋ Beaurains – Centre Commercial                               | Arras – Brassart ⥋ Beaurains – Centre Commercial                               | Arras – Brassart ⥋ Beaurains – Centre Commercial                               | Arras – Brassart ⥋ Beaurains – Centre Commercial                               | Arras – Brassart ⥋ Beaurains – Centre Commercial                               | Arras – Brassart ⥋ Beaurains – Centre Commercial                               | Arras – Brassart ⥋ Beaurains – Centre Commercial                               | Arras – Brassart ⥋ Beaurains – Centre Commercial                               |
| 7     | Ouverture / Fermeture Septembre 2004 / — | Longueur —                                                                     | Durée —                                                                        | Nb. d’arrêts 24                                                                | Matériel Urbanway 12 Urbanway 12 GNV BHNS                                      | Jours de fonctionnement L, Ma, Me, J, V, S                                     | Jour / Soir / Nuit / Fêtes O / N / N / N                                       | Voy. / an —                                                                    | Exploitant Keolis Arras                                                        |
| 7     | Desserte : - Communes : Arras – Achicourt – Beaurains - Gare d'Arras : Ne s’y arrête plus, se reporter à l’arrêt « Brassart ». Aussi le cas pour la Ligne 2 et la Ligne 6. - Arrêts non accessibles aux personnes à mobilité réduite : Lobbedez, Cimetière de Beaurains. |                                                                                |                                                                                |                                                                                |                                                                                |                                                                                |                                                                                |                                                                                |                                                                                |
| 7     | Autre : - Amplitude horaire et fréquence : - du lundi au samedi : de 6 h 45 à 20 h 10 avec un bus toutes les 30 minutes. - du lundi au samedi vacances été : de 7 h 15 à 20 h 10 avec un bus toutes les 60 minutes le matin et toutes les 30 minutes l'après-midi. - Date de dernière mise à jour : 16 août 2024. |                                                                                |                                                                                |                                                                                |                                                                                |                                                                                |                                                                                |                                                                                |                                                                                |
| 7     | Dernière actualisation : — |                                                                                |                                                                                |                                                                                |                                                                                |                                                                                |                                                                                |                                                                                |                                                                                |
| 8     | Arras – Gare ⥋ Saint-Nicolas – Cruppes | Arras – Gare ⥋ Saint-Nicolas – Cruppes                                         | Arras – Gare ⥋ Saint-Nicolas – Cruppes                                         | Arras – Gare ⥋ Saint-Nicolas – Cruppes                                         | Arras – Gare ⥋ Saint-Nicolas – Cruppes                                         | Arras – Gare ⥋ Saint-Nicolas – Cruppes                                         | Arras – Gare ⥋ Saint-Nicolas – Cruppes                                         | Arras – Gare ⥋ Saint-Nicolas – Cruppes                                         | Arras – Gare ⥋ Saint-Nicolas – Cruppes                                         |
| 8     | Ouverture / Fermeture Septembre 2004 / — | Longueur —                                                                     | Durée —                                                                        | Nb. d’arrêts 19                                                                | Matériel Urbanway 10 GNV Urbanway 12 Urbanway 12 GNV BHNS                      | Jours de fonctionnement L, Ma, Me, J, V, S                                     | Jour / Soir / Nuit / Fêtes O / N / N / N                                       | Voy. / an —                                                                    | Exploitant Keolis Arras                                                        |
| 8     | Desserte : - Communes : Arras – Saint-Nicolas(Pas-de-Calais)Saint-Nicolas – Saint-Laurent-Blangy - Gare d'Arras : Quai I - Arrêts non accessibles aux personnes à mobilité réduite : St-Michel, Shuman, Michelet, Alouettes, Penalty, Jean Zay, Authie, Chambord, Chanteclair. |                                                                                |                                                                                |                                                                                |                                                                                |                                                                                |                                                                                |                                                                                |                                                                                |
| 8     | Autre : - Amplitude horaire et fréquence : - du lundi au samedi : de 6 h 36 à 20 h 7 avec un bus toutes les 30 minutes. - du lundi au samedi vacances été : de 7 h 6 à 20 h 7 avec un bus toutes les 60 minutes le matin et toutes les 30 minutes l'après-midi. - Date de dernière mise à jour : 16 août 2024. |                                                                                |                                                                                |                                                                                |                                                                                |                                                                                |                                                                                |                                                                                |                                                                                |
| 8     | Dernière actualisation : — |                                                                                |                                                                                |                                                                                |                                                                                |                                                                                |                                                                                |                                                                                |                                                                                |
| 9     | Dainville – Zone d’activités ⥋ Arras – Douanes | Dainville – Zone d’activités ⥋ Arras – Douanes                                 | Dainville – Zone d’activités ⥋ Arras – Douanes                                 | Dainville – Zone d’activités ⥋ Arras – Douanes                                 | Dainville – Zone d’activités ⥋ Arras – Douanes                                 | Dainville – Zone d’activités ⥋ Arras – Douanes                                 | Dainville – Zone d’activités ⥋ Arras – Douanes                                 | Dainville – Zone d’activités ⥋ Arras – Douanes                                 | Dainville – Zone d’activités ⥋ Arras – Douanes                                 |
| 9     | Ouverture / Fermeture Septembre 2004 / — | Longueur —                                                                     | Durée —                                                                        | Nb. d’arrêts 26                                                                | Matériel Urbanway 12 Urbanway 12 GNV BHNS                                      | Jours de fonctionnement L, Ma, Me, J, V, S                                     | Jour / Soir / Nuit / Fêtes O / N / N / N                                       | Voy. / an —                                                                    | Exploitant Keolis Arras                                                        |
| 9     | Desserte : - Communes : Dainville – Arras - Gare d'Arras : Quais H et J - Arrêts non accessibles aux personnes à mobilité réduite : Gare de Dainvile, Clair Bois, St Exupéry, Verdun, Guynemer, Mermoz, Patte d'Oie, La Fontaine, Kennedy, Hochettes, Vauban, Square Frachon, Le Rietz (Arrêt en sens unique), Cimetière d'Arras, Amphithéâtre (Arrêt en sens unique). |                                                                                |                                                                                |                                                                                |                                                                                |                                                                                |                                                                                |                                                                                |                                                                                |
| 9     | Autre : - Amplitude horaire et fréquence : - du lundi au samedi toute l'année : de 7 h 39 à 19 h 4 avec un bus toutes les 60 minutes. - Réouverture - Septembre 2018 - Date de dernière mise à jour : 16 août 2024. |                                                                                |                                                                                |                                                                                |                                                                                |                                                                                |                                                                                |                                                                                |                                                                                |
| 9     | Dernière actualisation : — |                                                                                |                                                                                |                                                                                |                                                                                |                                                                                |                                                                                |                                                                                |                                                                                |
| 10    | Arras – Gare ⥋ Anzin-Saint-Aubin – Cazin | Arras – Gare ⥋ Anzin-Saint-Aubin – Cazin                                       | Arras – Gare ⥋ Anzin-Saint-Aubin – Cazin                                       | Arras – Gare ⥋ Anzin-Saint-Aubin – Cazin                                       | Arras – Gare ⥋ Anzin-Saint-Aubin – Cazin                                       | Arras – Gare ⥋ Anzin-Saint-Aubin – Cazin                                       | Arras – Gare ⥋ Anzin-Saint-Aubin – Cazin                                       | Arras – Gare ⥋ Anzin-Saint-Aubin – Cazin                                       | Arras – Gare ⥋ Anzin-Saint-Aubin – Cazin                                       |
| 10    | Ouverture / Fermeture — / — | Longueur —                                                                     | Durée —                                                                        | Nb. d’arrêts 29                                                                | Matériel Urbanway 10 GNV Urbanway 12 Urbanway 12 GNV BHNS                      | Jours de fonctionnement L, Ma, Me, J, V, S                                     | Jour / Soir / Nuit / Fêtes O / N / N / N                                       | Voy. / an —                                                                    | Exploitant Keolis Arras                                                        |
| 10    | Desserte : - Communes : Arras – Sainte-Catherine – Anzin-Saint-Aubin - Gare d'Arras : Quai I - Arrêts non accessibles aux personnes à mobilité réduite : Gambetta (Arrêt en sens unique), Théâtre (Arrêt en sens unique), Pont de cité (Arrêt en sens unique), Minelle – Poste, Dutilleux (Arrêt en sens unique), St-Michel (Arrêt en sens unique), Grand’Place (Arrêt en sens unique), Place Guy Mollet (Arrêt en sens unique), Cathédrale (Arrêt en senw unique), Tchécoslovaquie, Brunehaut, Tabac, Église d'Anzin-Saint-Aubin, Jean Jaurès d’Anzin, Briquet-Taillandier, Chapelle, Val d'Anzin, Guy Mollet, Maréchal Haig, Frères Unis (Arrêt en sens unique), Anzin Cazin.                                                                   |                                                                                |                                                                                |                                                                                |                                                                                |                                                                                |                                                                                |                                                                                |                                                                                |
| 10    | Autre : - Amplitude horaire et fréquence : - du lundi au samedi : de 6 h 0 à 19 h 58 avec un bus toutes les 30 minutes. - du lundi au samedi vacances été : de 6 h 0 à 19 h 58 avec un bus toutes les 60 minutes le matin et toutes les 30 minutes l'après-midi. - Date de dernière mise à jour : 16 août 2024. |                                                                                |                                                                                |                                                                                |                                                                                |                                                                                |                                                                                |                                                                                |                                                                                |
| 10    | Dernière actualisation : — |                                                                                |                                                                                |                                                                                |                                                                                |                                                                                |                                                                                |                                                                                |                                                                                |

#### Lignes de 11 à 18
| Ligne | Caractéristiques | Caractéristiques | Caractéristiques | Caractéristiques | Caractéristiques | Caractéristiques | Caractéristiques | Caractéristiques | Caractéristiques |
| 11    | Neuville-Saint-Vaast — La Targette ⥋ Saint-Nicolas — Cruppes / Arras — Gare Interurbaine | Neuville-Saint-Vaast — La Targette ⥋ Saint-Nicolas — Cruppes / Arras — Gare Interurbaine                                   | Neuville-Saint-Vaast — La Targette ⥋ Saint-Nicolas — Cruppes / Arras — Gare Interurbaine                                   | Neuville-Saint-Vaast — La Targette ⥋ Saint-Nicolas — Cruppes / Arras — Gare Interurbaine                                   | Neuville-Saint-Vaast — La Targette ⥋ Saint-Nicolas — Cruppes / Arras — Gare Interurbaine                                   | Neuville-Saint-Vaast — La Targette ⥋ Saint-Nicolas — Cruppes / Arras — Gare Interurbaine                                   | Neuville-Saint-Vaast — La Targette ⥋ Saint-Nicolas — Cruppes / Arras — Gare Interurbaine                                   | Neuville-Saint-Vaast — La Targette ⥋ Saint-Nicolas — Cruppes / Arras — Gare Interurbaine                                   | Neuville-Saint-Vaast — La Targette ⥋ Saint-Nicolas — Cruppes / Arras — Gare Interurbaine                                   |
| ----- | --- | --- | --- | --- | --- | --- | --- | --- | --- |
| 11    | Ouverture / Fermeture Janvier 2018 / — | Longueur — | Durée 15-40 min | Nb. d’arrêts 25 | Matériel — | Jours de fonctionnement L, Ma, Me, J, V, S                                                                                 | Jour / Soir / Nuit / Fêtes O / N / N / N                                                                                   | Voy. / an — | Dépôt — |
| 11    | Desserte : - Communes desservis : Neuville-Saint-Vaast, Thélus, Roclincourt, Écurie, Saint-Nicolas et Arras - Gare d'Arras : Quai J | | | | | | | | |
| 11    | Autre : - Arrêt non accessible aux utilisateurs de fauteuils roulants : — - Amplitudes horaires : La ligne fonctionne du lundi au samedi de 7 h à 19 h 25. - Transport à la demande : La ligne fonctionne avec un système de transport à la demande en dehors des horaires de navettes régulières. - Date de dernière mise à jour : 15 août 2019.    | | | | | | | | |
| 11    | Dernière actualisation : — | | | | | | | | |
| 12    | Farbus — Moulin ⥋ Saint-Nicolas — Cruppes / Arras — Brassart | Farbus — Moulin ⥋ Saint-Nicolas — Cruppes / Arras — Brassart                                                               | Farbus — Moulin ⥋ Saint-Nicolas — Cruppes / Arras — Brassart                                                               | Farbus — Moulin ⥋ Saint-Nicolas — Cruppes / Arras — Brassart                                                               | Farbus — Moulin ⥋ Saint-Nicolas — Cruppes / Arras — Brassart                                                               | Farbus — Moulin ⥋ Saint-Nicolas — Cruppes / Arras — Brassart                                                               | Farbus — Moulin ⥋ Saint-Nicolas — Cruppes / Arras — Brassart                                                               | Farbus — Moulin ⥋ Saint-Nicolas — Cruppes / Arras — Brassart                                                               | Farbus — Moulin ⥋ Saint-Nicolas — Cruppes / Arras — Brassart                                                               |
| 12    | Ouverture / Fermeture Janvier 2018 / — | Longueur — | Durée 15-55 min | Nb. d’arrêts 26 | Matériel — | Jours de fonctionnement L, Ma, Me, J, V, S                                                                                 | Jour / Soir / Nuit / Fêtes O / N / N / N                                                                                   | Voy. / an — | Dépôt — |
| 12    | Desserte : - Communes desservis : Farbus, Willerval, Bailleul-Sir-Berthoult, Saint-Nicolas et Arras - Gare d'Arras : Quai C | | | | | | | | |
| 12    | Autre : - Arrêt non accessible aux utilisateurs de fauteuils roulants : — - Amplitudes horaires : La ligne fonctionne du lundi au samedi de 6 h 55 à 19 h. - Transport à la demande : La ligne fonctionne avec un système de transport à la demande en dehors des horaires de navettes régulières. - Date de dernière mise à jour : 15 août 2019.    | | | | | | | | |
| 12    | Dernière actualisation : — | | | | | | | | |
| 13    | Gavrelle — Église ⥋ Saint-Nicolas — Cruppes / Arras — Brassart | Gavrelle — Église ⥋ Saint-Nicolas — Cruppes / Arras — Brassart                                                             | Gavrelle — Église ⥋ Saint-Nicolas — Cruppes / Arras — Brassart                                                             | Gavrelle — Église ⥋ Saint-Nicolas — Cruppes / Arras — Brassart                                                             | Gavrelle — Église ⥋ Saint-Nicolas — Cruppes / Arras — Brassart                                                             | Gavrelle — Église ⥋ Saint-Nicolas — Cruppes / Arras — Brassart                                                             | Gavrelle — Église ⥋ Saint-Nicolas — Cruppes / Arras — Brassart                                                             | Gavrelle — Église ⥋ Saint-Nicolas — Cruppes / Arras — Brassart                                                             | Gavrelle — Église ⥋ Saint-Nicolas — Cruppes / Arras — Brassart                                                             |
| 13    | Ouverture / Fermeture Janvier 2018 / — | Longueur — | Durée 15-30 min | Nb. d’arrêts 18 | Matériel — | Jours de fonctionnement L, Ma, Me, J, V, S                                                                                 | Jour / Soir / Nuit / Fêtes O / N / N / N                                                                                   | Voy. / an — | Dépôt — |
| 13    | Desserte : - Communes desservis : Gavrelle, Rœux, Fampoux, Saint-Nicolas, Saint-Laurent-Blangy et Arras - Gare d'Arras : Quai D | | | | | | | | |
| 13    | Autre : - Arrêt non accessible aux utilisateurs de fauteuils roulants : — - Amplitudes horaires : La ligne fonctionne du lundi au samedi de 6 h 55 à 18 h 45. - Transport à la demande : La ligne fonctionne avec un système de transport à la demande en dehors des horaires de navettes régulières. - Date de dernière mise à jour : 15 août 2019. | | | | | | | | |
| 13    | Dernière actualisation : — | | | | | | | | |
| 14    | Monchy-le-Preux — Rue de Vis / Monchy-le-Preux — Place de la Mairie ⥋ Beaurains — Centre commercial / Arras — Émile Breton | Monchy-le-Preux — Rue de Vis / Monchy-le-Preux — Place de la Mairie ⥋ Beaurains — Centre commercial / Arras — Émile Breton | Monchy-le-Preux — Rue de Vis / Monchy-le-Preux — Place de la Mairie ⥋ Beaurains — Centre commercial / Arras — Émile Breton | Monchy-le-Preux — Rue de Vis / Monchy-le-Preux — Place de la Mairie ⥋ Beaurains — Centre commercial / Arras — Émile Breton | Monchy-le-Preux — Rue de Vis / Monchy-le-Preux — Place de la Mairie ⥋ Beaurains — Centre commercial / Arras — Émile Breton | Monchy-le-Preux — Rue de Vis / Monchy-le-Preux — Place de la Mairie ⥋ Beaurains — Centre commercial / Arras — Émile Breton | Monchy-le-Preux — Rue de Vis / Monchy-le-Preux — Place de la Mairie ⥋ Beaurains — Centre commercial / Arras — Émile Breton | Monchy-le-Preux — Rue de Vis / Monchy-le-Preux — Place de la Mairie ⥋ Beaurains — Centre commercial / Arras — Émile Breton | Monchy-le-Preux — Rue de Vis / Monchy-le-Preux — Place de la Mairie ⥋ Beaurains — Centre commercial / Arras — Émile Breton |
| 14    | Ouverture / Fermeture Janvier 2018 / — | Longueur — | Durée 15-30 min | Nb. d’arrêts 23 | Matériel — | Jours de fonctionnement L, Ma, Me, J, V, S                                                                                 | Jour / Soir / Nuit / Fêtes O / N / N / N                                                                                   | Voy. / an — | Dépôt — |
| 14    | Desserte : - Communes desservis : Monchy-le-Preux, Guémappe, Wancourt, Héninel, Saint-Martin-sur-Cojeul, Hénin-sur-Cojeul, Neuville-Vitasse, Beaurains et Arras - Gare d'Arras : Quai E | | | | | | | | |
| 14    | Autre : - Arrêt non accessible aux utilisateurs de fauteuils roulants : — - Amplitudes horaires : La ligne fonctionne du lundi au samedi de 6 h 20 à 20 h 05. - Transport à la demande : La ligne fonctionne avec un système de transport à la demande en dehors des horaires de navettes régulières. - Date de dernière mise à jour : 15 août 2019. | | | | | | | | |
| 14    | Dernière actualisation : — | | | | | | | | |
| 15    | Boiry-Saint-Martin — Monument ⥋ Beaurains — Centre commercial / Arras — Gare Interurbaine | Boiry-Saint-Martin — Monument ⥋ Beaurains — Centre commercial / Arras — Gare Interurbaine                                  | Boiry-Saint-Martin — Monument ⥋ Beaurains — Centre commercial / Arras — Gare Interurbaine                                  | Boiry-Saint-Martin — Monument ⥋ Beaurains — Centre commercial / Arras — Gare Interurbaine                                  | Boiry-Saint-Martin — Monument ⥋ Beaurains — Centre commercial / Arras — Gare Interurbaine                                  | Boiry-Saint-Martin — Monument ⥋ Beaurains — Centre commercial / Arras — Gare Interurbaine                                  | Boiry-Saint-Martin — Monument ⥋ Beaurains — Centre commercial / Arras — Gare Interurbaine                                  | Boiry-Saint-Martin — Monument ⥋ Beaurains — Centre commercial / Arras — Gare Interurbaine                                  | Boiry-Saint-Martin — Monument ⥋ Beaurains — Centre commercial / Arras — Gare Interurbaine                                  |
| 15    | Ouverture / Fermeture Janvier 2018 / — | Longueur — | Durée 15-30 min | Nb. d’arrêts 14 | Matériel — | Jours de fonctionnement L, Ma, Me, J, V, S                                                                                 | Jour / Soir / Nuit / Fêtes O / N / N / N                                                                                   | Voy. / an — | Dépôt — |
| 15    | Desserte : - Communes desservis : Boiry-Saint-Martin, Boiry-Sainte-Rictrude, Boisleux-au-Mont, Boisleux-Saint-Marc, Boyelles, Boiry-Becquerelle, Beaurains et Arras - Gare d'Arras : Quai D | | | | | | | | |
| 15    | Autre : - Arrêt non accessible aux utilisateurs de fauteuils roulants : — - Amplitudes horaires : La ligne fonctionne du lundi au samedi de 6 h 45 à 19 h 20. - Transport à la demande : La ligne fonctionne avec un système de transport à la demande en dehors des horaires de navettes régulières. - Date de dernière mise à jour : 15 août 2019. | | | | | | | | |
| 15    | Dernière actualisation : — | | | | | | | | |
| 16    | Ransart — Église ⥋ Beaurains — Centre commercial / Arras — Brassart | Ransart — Église ⥋ Beaurains — Centre commercial / Arras — Brassart                                                        | Ransart — Église ⥋ Beaurains — Centre commercial / Arras — Brassart                                                        | Ransart — Église ⥋ Beaurains — Centre commercial / Arras — Brassart                                                        | Ransart — Église ⥋ Beaurains — Centre commercial / Arras — Brassart                                                        | Ransart — Église ⥋ Beaurains — Centre commercial / Arras — Brassart                                                        | Ransart — Église ⥋ Beaurains — Centre commercial / Arras — Brassart                                                        | Ransart — Église ⥋ Beaurains — Centre commercial / Arras — Brassart                                                        | Ransart — Église ⥋ Beaurains — Centre commercial / Arras — Brassart                                                        |
| 16    | Ouverture / Fermeture Janvier 2018 / — | Longueur — | Durée 10-25 min | Nb. d’arrêts 15 | Matériel — | Jours de fonctionnement L, Ma, Me, J, V, S                                                                                 | Jour / Soir / Nuit / Fêtes O / N / N / N                                                                                   | Voy. / an — | Dépôt — |
| 16    | Desserte : - Communes desservis : Ransart, Ficheux, Mercatel, Beaurains et Arras - Gare d'Arras : Quai E | | | | | | | | |
| 16    | Autre : - Arrêt non accessible aux utilisateurs de fauteuils roulants : — - Amplitudes horaires : La ligne fonctionne du lundi au samedi de 6 h 50 à 19 h 15. - Transport à la demande : La ligne fonctionne avec un système de transport à la demande en dehors des horaires de navettes régulières. - Date de dernière mise à jour : 15 août 2019. | | | | | | | | |
| 16    | Dernière actualisation : — | | | | | | | | |
| 17    | Basseux — Rue de Beaumetz ⥋ Dainville — Centre commercial / Arras — Gare Interurbaine | Basseux — Rue de Beaumetz ⥋ Dainville — Centre commercial / Arras — Gare Interurbaine                                      | Basseux — Rue de Beaumetz ⥋ Dainville — Centre commercial / Arras — Gare Interurbaine                                      | Basseux — Rue de Beaumetz ⥋ Dainville — Centre commercial / Arras — Gare Interurbaine                                      | Basseux — Rue de Beaumetz ⥋ Dainville — Centre commercial / Arras — Gare Interurbaine                                      | Basseux — Rue de Beaumetz ⥋ Dainville — Centre commercial / Arras — Gare Interurbaine                                      | Basseux — Rue de Beaumetz ⥋ Dainville — Centre commercial / Arras — Gare Interurbaine                                      | Basseux — Rue de Beaumetz ⥋ Dainville — Centre commercial / Arras — Gare Interurbaine                                      | Basseux — Rue de Beaumetz ⥋ Dainville — Centre commercial / Arras — Gare Interurbaine                                      |
| 17    | Ouverture / Fermeture Janvier 2018 / — | Longueur — | Durée 10-30 min | Nb. d’arrêts 20 | Matériel — | Jours de fonctionnement L, Ma, Me, J, V, S                                                                                 | Jour / Soir / Nuit / Fêtes O / N / N / N                                                                                   | Voy. / an — | Dépôt — |
| 17    | Desserte : - Communes desservis : Basseux, Beaumetz-lès-Loges, Rivière, Wailly, Dainville et Arras - Gare d'Arras : Quai F | | | | | | | | |
| 17    | Autre : - Arrêt non accessible aux utilisateurs de fauteuils roulants : — - Amplitudes horaires : La ligne fonctionne du lundi au samedi de 7 h à 19 h 20. - Transport à la demande : La ligne fonctionne avec un système de transport à la demande en dehors des horaires de navettes régulières. - Date de dernière mise à jour : 15 août 2019.    | | | | | | | | |
| 17    | Dernière actualisation : — | | | | | | | | |
| 18    | Acq — Le Bois du Perroy / Acq — Rue de la Liberté ⥋ Arras — Centre commercial / Arras — Gare Interurbaine | Acq — Le Bois du Perroy / Acq — Rue de la Liberté ⥋ Arras — Centre commercial / Arras — Gare Interurbaine                  | Acq — Le Bois du Perroy / Acq — Rue de la Liberté ⥋ Arras — Centre commercial / Arras — Gare Interurbaine                  | Acq — Le Bois du Perroy / Acq — Rue de la Liberté ⥋ Arras — Centre commercial / Arras — Gare Interurbaine                  | Acq — Le Bois du Perroy / Acq — Rue de la Liberté ⥋ Arras — Centre commercial / Arras — Gare Interurbaine                  | Acq — Le Bois du Perroy / Acq — Rue de la Liberté ⥋ Arras — Centre commercial / Arras — Gare Interurbaine                  | Acq — Le Bois du Perroy / Acq — Rue de la Liberté ⥋ Arras — Centre commercial / Arras — Gare Interurbaine                  | Acq — Le Bois du Perroy / Acq — Rue de la Liberté ⥋ Arras — Centre commercial / Arras — Gare Interurbaine                  | Acq — Le Bois du Perroy / Acq — Rue de la Liberté ⥋ Arras — Centre commercial / Arras — Gare Interurbaine                  |
| 18    | Ouverture / Fermeture Janvier 2018 / — | Longueur — | Durée 15-45 min | Nb. d’arrêts 25 | Matériel — | Jours de fonctionnement L, Ma, Me, J, V, S                                                                                 | Jour / Soir / Nuit / Fêtes O / N / N / N                                                                                   | Voy. / an — | Dépôt — |
| 18    | Desserte : - Communes desservis : Acq, Mont-Saint-Éloi, Marœuil, Étrun et Arras - Gare d'Arras : Quai F | | | | | | | | |
| 18    | Autre : - Arrêt non accessible aux utilisateurs de fauteuils roulants : — - Amplitudes horaires : La ligne fonctionne du lundi au samedi de 6 h 55 à 18 h 50. - Transport à la demande : La ligne fonctionne avec un système de transport à la demande en dehors des horaires de navettes régulières. - Date de dernière mise à jour : 15 août 2019. | | | | | | | | |
| 18    | Dernière actualisation : — | | | | | | | | |

#### Lignes dominicales et jours fériés
| Ligne | Caractéristiques | Caractéristiques                                                | Caractéristiques                                                | Caractéristiques                                                | Caractéristiques                                                | Caractéristiques                                                | Caractéristiques                                                | Caractéristiques                                                | Caractéristiques                                                |
| D1    | Arras — Centre commercial ⥋ Saint-Nicolas — Cruppes | Arras — Centre commercial ⥋ Saint-Nicolas — Cruppes             | Arras — Centre commercial ⥋ Saint-Nicolas — Cruppes             | Arras — Centre commercial ⥋ Saint-Nicolas — Cruppes             | Arras — Centre commercial ⥋ Saint-Nicolas — Cruppes             | Arras — Centre commercial ⥋ Saint-Nicolas — Cruppes             | Arras — Centre commercial ⥋ Saint-Nicolas — Cruppes             | Arras — Centre commercial ⥋ Saint-Nicolas — Cruppes             | Arras — Centre commercial ⥋ Saint-Nicolas — Cruppes             |
| ----- | --- | --------------------------------------------------------------- | --------------------------------------------------------------- | --------------------------------------------------------------- | --------------------------------------------------------------- | --------------------------------------------------------------- | --------------------------------------------------------------- | --------------------------------------------------------------- | --------------------------------------------------------------- |
| D1    | Ouverture / Fermeture Septembre 2004 / — | Longueur —                                                      | Durée 35 min                                                    | Nb. d’arrêts 34                                                 | Matériel —                                                      | Jours de fonctionnement D                                       | Jour / Soir / Nuit / Fêtes O / N / N / O                        | Voy. / an —                                                     | Exploitant Keolis Arras                                         |
| D1    | Desserte : - Communes desservis : Arras, Saint-Laurent-Blangy et Saint-Nicolas - Gare d'Arras : Quais K et L |                                                                 |                                                                 |                                                                 |                                                                 |                                                                 |                                                                 |                                                                 |                                                                 |
| D1    | Autre : - Arrêt non accessible aux utilisateurs de fauteuils roulants : Goudemand, Fauvet-Girel (dir. Centre Commercial), - Amplitudes horaires : La ligne fonctionne le dimanche et les jours fériés de 8 h 20 à 20 h 55. - Date de dernière mise à jour : 15 août 2019. |                                                                 |                                                                 |                                                                 |                                                                 |                                                                 |                                                                 |                                                                 |                                                                 |
| D1    | Dernière actualisation : — |                                                                 |                                                                 |                                                                 |                                                                 |                                                                 |                                                                 |                                                                 |                                                                 |
| D2    | Dainville — Anciens combattants ⥋ Beaurains — Centre commercial | Dainville — Anciens combattants ⥋ Beaurains — Centre commercial | Dainville — Anciens combattants ⥋ Beaurains — Centre commercial | Dainville — Anciens combattants ⥋ Beaurains — Centre commercial | Dainville — Anciens combattants ⥋ Beaurains — Centre commercial | Dainville — Anciens combattants ⥋ Beaurains — Centre commercial | Dainville — Anciens combattants ⥋ Beaurains — Centre commercial | Dainville — Anciens combattants ⥋ Beaurains — Centre commercial | Dainville — Anciens combattants ⥋ Beaurains — Centre commercial |
| D2    | Ouverture / Fermeture Septembre 2004 / — | Longueur —                                                      | Durée 50-55 min                                                 | Nb. d’arrêts 59                                                 | Matériel —                                                      | Jours de fonctionnement D                                       | Jour / Soir / Nuit / Fêtes O / N / N / O                        | Voy. / an —                                                     | Exploitant Keolis Arras                                         |
| D2    | Desserte : - Communes desservis : Dainville, Arras, Achicourt et Beaurains - Gare d'Arras : Quais B et I |                                                                 |                                                                 |                                                                 |                                                                 |                                                                 |                                                                 |                                                                 |                                                                 |
| D2    | Autre : - Arrêts non accessibles aux utilisateurs de fauteuils roulants : Carrefour de Wagnonlieu, Pasteur, de Vert Tilleul à Cuvier, Utrillo, Braque, Hochettes, Sainte Claire, Cours de Verdun, Temple, Griffiths, Patton, Renan, Moulin Hacart, 19 Mars, de Laval à Iseran, Pharmacie - Sensey, Pierre Bolle et Beaurains — Cimetière - Amplitudes horaires : La ligne fonctionne le dimanche et les jours fériés de 8 h 15 à 21 h 05. - Date de dernière mise à jour : 15 août 2019. |                                                                 |                                                                 |                                                                 |                                                                 |                                                                 |                                                                 |                                                                 |                                                                 |
| D2    | Dernière actualisation : — |                                                                 |                                                                 |                                                                 |                                                                 |                                                                 |                                                                 |                                                                 |                                                                 |

### Transport à la demande

#### Lignes fonctionnant du lundi au samedi
Place de Wagnonlieu de la Gare Urbaine
| Ligne   | Caractéristiques | Caractéristiques                                       | Caractéristiques                                       | Caractéristiques                                       | Caractéristiques                                       | Caractéristiques                                       | Caractéristiques                                       | Caractéristiques                                       | Caractéristiques                                       |
| 4 TAD   | Dainville — Place de Wagnonlieu ⥋ Arras — Gare Urbaine | Dainville — Place de Wagnonlieu ⥋ Arras — Gare Urbaine | Dainville — Place de Wagnonlieu ⥋ Arras — Gare Urbaine | Dainville — Place de Wagnonlieu ⥋ Arras — Gare Urbaine | Dainville — Place de Wagnonlieu ⥋ Arras — Gare Urbaine | Dainville — Place de Wagnonlieu ⥋ Arras — Gare Urbaine | Dainville — Place de Wagnonlieu ⥋ Arras — Gare Urbaine | Dainville — Place de Wagnonlieu ⥋ Arras — Gare Urbaine | Dainville — Place de Wagnonlieu ⥋ Arras — Gare Urbaine |
| ------- | --- | ------------------------------------------------------ | ------------------------------------------------------ | ------------------------------------------------------ | ------------------------------------------------------ | ------------------------------------------------------ | ------------------------------------------------------ | ------------------------------------------------------ | ------------------------------------------------------ |
| 4 TAD   | Ouverture / Fermeture — / — | Longueur —                                             | Durée 25-30 min                                        | Nb. d’arrêts 7                                         | Matériel —                                             | Jours de fonctionnement L, Ma, Me, J, V, S             | Jour / Soir / Nuit / Fêtes O / N / N / N               | Voy. / an —                                            | Exploitant Keolis Arras                                |
| 4 TAD   | Desserte : - Communes desservis : Dainville et Arras - Gare desservie : Arras |                                                        |                                                        |                                                        |                                                        |                                                        |                                                        |                                                        |                                                        |
| 4 TAD   | Autre : - Arrêt non accessible aux UFR : — - Amplitudes horaires : La ligne fonctionne du lundi au samedi de 7 h 20 à 18 h 25. - Transport à la demande : La ligne fonctionne avec un système de transport à la demande selon des horaires précis. - Date de dernière mise à jour : 15 août 2019. |                                                        |                                                        |                                                        |                                                        |                                                        |                                                        |                                                        |                                                        |
| 4 TAD   | Dernière actualisation : — |                                                        |                                                        |                                                        |                                                        |                                                        |                                                        |                                                        |                                                        |
| 5 TAD   | Feuchy — Les Étangs ⥋ Arras — Gare Urbaine | Feuchy — Les Étangs ⥋ Arras — Gare Urbaine             | Feuchy — Les Étangs ⥋ Arras — Gare Urbaine             | Feuchy — Les Étangs ⥋ Arras — Gare Urbaine             | Feuchy — Les Étangs ⥋ Arras — Gare Urbaine             | Feuchy — Les Étangs ⥋ Arras — Gare Urbaine             | Feuchy — Les Étangs ⥋ Arras — Gare Urbaine             | Feuchy — Les Étangs ⥋ Arras — Gare Urbaine             | Feuchy — Les Étangs ⥋ Arras — Gare Urbaine             |
| 5 TAD   | Ouverture / Fermeture — / — | Longueur —                                             | Durée 10 min                                           | Nb. d’arrêts 8                                         | Matériel —                                             | Jours de fonctionnement L, Ma, Me, J, V, S             | Jour / Soir / Nuit / Fêtes O / N / N / N               | Voy. / an —                                            | Exploitant Keolis Arras                                |
| 5 TAD   | Desserte : - Communes desservis : Feuchy, Saint-Laurent-Blangy et Arras - Gare desservie : Arras |                                                        |                                                        |                                                        |                                                        |                                                        |                                                        |                                                        |                                                        |
| 5 TAD   | Autre : - Arrêt non accessible aux UFR : — - Amplitudes horaires : La ligne fonctionne du lundi au samedi de 7 h 40 à 17 h 30. - Transport à la demande : La ligne fonctionne avec un système de transport à la demande selon des horaires précis. - Date de dernière mise à jour : 15 août 2019. |                                                        |                                                        |                                                        |                                                        |                                                        |                                                        |                                                        |                                                        |
| 5 TAD   | Dernière actualisation : — |                                                        |                                                        |                                                        |                                                        |                                                        |                                                        |                                                        |                                                        |
| 8 TAD   | Achicourt — Delcourt ⥋ Arras — Gare Urbaine | Achicourt — Delcourt ⥋ Arras — Gare Urbaine            | Achicourt — Delcourt ⥋ Arras — Gare Urbaine            | Achicourt — Delcourt ⥋ Arras — Gare Urbaine            | Achicourt — Delcourt ⥋ Arras — Gare Urbaine            | Achicourt — Delcourt ⥋ Arras — Gare Urbaine            | Achicourt — Delcourt ⥋ Arras — Gare Urbaine            | Achicourt — Delcourt ⥋ Arras — Gare Urbaine            | Achicourt — Delcourt ⥋ Arras — Gare Urbaine            |
| 8 TAD   | Ouverture / Fermeture — / — | Longueur —                                             | Durée 20 min                                           | Nb. d’arrêts 11                                        | Matériel —                                             | Jours de fonctionnement L, Ma, Me, J, V, S             | Jour / Soir / Nuit / Fêtes O / N / N / N               | Voy. / an —                                            | Exploitant Keolis Arras                                |
| 8 TAD   | Desserte : - Communes desservis : Achicourt, Agny et Arras - Gare desservie : Arras |                                                        |                                                        |                                                        |                                                        |                                                        |                                                        |                                                        |                                                        |
| 8 TAD   | Autre : - Arrêt non accessible aux UFR : — - Amplitudes horaires : La ligne fonctionne du lundi au samedi de 9 h 5 à 17 h 5. - Transport à la demande : La ligne fonctionne avec un système de transport à la demande selon des horaires précis. - Interdiction de trafic local : Les arrêts Delcourt, Jean Macé et Carrefour 4 As sont réservés à la montée en direction d'Arras et à la descente dans le sens inverse. - Date de dernière mise à jour : 15 août 2019. |                                                        |                                                        |                                                        |                                                        |                                                        |                                                        |                                                        |                                                        |
| 8 TAD   | Dernière actualisation : — |                                                        |                                                        |                                                        |                                                        |                                                        |                                                        |                                                        |                                                        |
| 10 TAD  | Anzin-Saint-Aubin — Hameau ⥋ Arras — Centre commercial | Anzin-Saint-Aubin — Hameau ⥋ Arras — Centre commercial | Anzin-Saint-Aubin — Hameau ⥋ Arras — Centre commercial | Anzin-Saint-Aubin — Hameau ⥋ Arras — Centre commercial | Anzin-Saint-Aubin — Hameau ⥋ Arras — Centre commercial | Anzin-Saint-Aubin — Hameau ⥋ Arras — Centre commercial | Anzin-Saint-Aubin — Hameau ⥋ Arras — Centre commercial | Anzin-Saint-Aubin — Hameau ⥋ Arras — Centre commercial | Anzin-Saint-Aubin — Hameau ⥋ Arras — Centre commercial |
| 10 TAD  | Ouverture / Fermeture — / — | Longueur —                                             | Durée 15 min                                           | Nb. d’arrêts 5                                         | Matériel —                                             | Jours de fonctionnement L, Ma, Me, J, V, S             | Jour / Soir / Nuit / Fêtes O / N / N / N               | Voy. / an —                                            | Exploitant Keolis Arras                                |
| 10 TAD  | Desserte : - Communes desservis : Anzin-Saint-Aubin et Arras |                                                        |                                                        |                                                        |                                                        |                                                        |                                                        |                                                        |                                                        |
| 10 TAD  | Autre : - Arrêt non accessible aux UFR : — - Amplitudes horaires : La ligne fonctionne du lundi au samedi de 9 h 15 à 17 h 15. - Transport à la demande : La ligne fonctionne avec un système de transport à la demande selon des horaires précis. - Date de dernière mise à jour : 15 août 2019. |                                                        |                                                        |                                                        |                                                        |                                                        |                                                        |                                                        |                                                        |
| 10 TAD  | Dernière actualisation : — |                                                        |                                                        |                                                        |                                                        |                                                        |                                                        |                                                        |                                                        |
| CPB TAD | Cité Pierre Bolle TAD | Cité Pierre Bolle TAD                                  | Cité Pierre Bolle TAD                                  | Cité Pierre Bolle TAD                                  | Cité Pierre Bolle TAD                                  | Cité Pierre Bolle TAD                                  | Cité Pierre Bolle TAD                                  | Cité Pierre Bolle TAD                                  | Cité Pierre Bolle TAD                                  |
| CPB TAD | Arras — Gare Urbaine ⥋ Beaurains — Centre commercial |                                                        |                                                        |                                                        |                                                        |                                                        |                                                        |                                                        |                                                        |
| CPB TAD | Ouverture / Fermeture — / — | Longueur —                                             | Durée 15 min                                           | Nb. d’arrêts 4                                         | Matériel —                                             | Jours de fonctionnement L, Ma, Me, J, V, S             | Jour / Soir / Nuit / Fêtes O / N / N / N               | Voy. / an —                                            | Exploitant Keolis Arras                                |
| CPB TAD | Desserte : - Communes desservis : Arras et Beaurains - Gare desservie : Arras |                                                        |                                                        |                                                        |                                                        |                                                        |                                                        |                                                        |                                                        |
| CPB TAD | Autre : - Arrêt non accessible aux UFR : — - Amplitudes horaires : La ligne fonctionne du lundi au samedi de 9 h 30 à 17 h. - Transport à la demande : La ligne fonctionne avec un système de transport à la demande selon des horaires précis. - Date de dernière mise à jour : 15 août 2019. |                                                        |                                                        |                                                        |                                                        |                                                        |                                                        |                                                        |                                                        |
| CPB TAD | Dernière actualisation : — |                                                        |                                                        |                                                        |                                                        |                                                        |                                                        |                                                        |                                                        |

#### Lignes fonctionnant le dimanche et jours fériés
| Ligne | Caractéristiques | Caractéristiques                                 | Caractéristiques                                 | Caractéristiques                                 | Caractéristiques                                 | Caractéristiques                                 | Caractéristiques                                 | Caractéristiques                                 | Caractéristiques                                 |
| 6 TAD | Arras — Roberval ⥋ Arras — Gare Urbaine | Arras — Roberval ⥋ Arras — Gare Urbaine          | Arras — Roberval ⥋ Arras — Gare Urbaine          | Arras — Roberval ⥋ Arras — Gare Urbaine          | Arras — Roberval ⥋ Arras — Gare Urbaine          | Arras — Roberval ⥋ Arras — Gare Urbaine          | Arras — Roberval ⥋ Arras — Gare Urbaine          | Arras — Roberval ⥋ Arras — Gare Urbaine          | Arras — Roberval ⥋ Arras — Gare Urbaine          |
| ----- | --- | ------------------------------------------------ | ------------------------------------------------ | ------------------------------------------------ | ------------------------------------------------ | ------------------------------------------------ | ------------------------------------------------ | ------------------------------------------------ | ------------------------------------------------ |
| 6 TAD | Ouverture / Fermeture — / — | Longueur —                                       | Durée 15 min                                     | Nb. d’arrêts 11                                  | Matériel —                                       | Jours de fonctionnement D                        | Jour / Soir / Nuit / Fêtes O / N / N / O         | Voy. / an —                                      | Exploitant Keolis Arras                          |
| 6 TAD | Desserte : - Commune desservie : Arras - Gare desservie : Arras |                                                  |                                                  |                                                  |                                                  |                                                  |                                                  |                                                  |                                                  |
| 6 TAD | Autre : - Arrêt non accessible aux UFR : — - Amplitudes horaires : La ligne fonctionne le dimanche et jours fériés de 13 h 30 à 18 h 45. - Transport à la demande : La ligne fonctionne avec un système de transport à la demande selon des horaires précis. - Date de dernière mise à jour : 15 août 2019. |                                                  |                                                  |                                                  |                                                  |                                                  |                                                  |                                                  |                                                  |
| 6 TAD | Dernière actualisation : — |                                                  |                                                  |                                                  |                                                  |                                                  |                                                  |                                                  |                                                  |
| TAC   | Achicourt — Mairie ⥋ Arras — Gare Urbaine | Achicourt — Mairie ⥋ Arras — Gare Urbaine        | Achicourt — Mairie ⥋ Arras — Gare Urbaine        | Achicourt — Mairie ⥋ Arras — Gare Urbaine        | Achicourt — Mairie ⥋ Arras — Gare Urbaine        | Achicourt — Mairie ⥋ Arras — Gare Urbaine        | Achicourt — Mairie ⥋ Arras — Gare Urbaine        | Achicourt — Mairie ⥋ Arras — Gare Urbaine        | Achicourt — Mairie ⥋ Arras — Gare Urbaine        |
| TAC   | Ouverture / Fermeture — / — | Longueur —                                       | Durée 5-15 min                                   | Nb. d’arrêts 7                                   | Matériel —                                       | Jours de fonctionnement D                        | Jour / Soir / Nuit / Fêtes O / N / N / O         | Voy. / an —                                      | Exploitant Keolis Arras                          |
| TAC   | Desserte : - Communes desservis : Achicourt et Arras - Gare desservie : Arras |                                                  |                                                  |                                                  |                                                  |                                                  |                                                  |                                                  |                                                  |
| TAC   | Autre : - Arrêt non accessible aux UFR : — - Amplitudes horaires : La ligne fonctionne le dimanche et jours fériés de 13 h 15 à 18 h 10. - Transport à la demande : La ligne fonctionne avec un système de transport à la demande selon des horaires précis. - Date de dernière mise à jour : 15 août 2019. |                                                  |                                                  |                                                  |                                                  |                                                  |                                                  |                                                  |                                                  |
| TAC   | Dernière actualisation : — |                                                  |                                                  |                                                  |                                                  |                                                  |                                                  |                                                  |                                                  |
| TAD   | Arras — Gare Urbaine ⥋ Sainte-Catherine — Mairie | Arras — Gare Urbaine ⥋ Sainte-Catherine — Mairie | Arras — Gare Urbaine ⥋ Sainte-Catherine — Mairie | Arras — Gare Urbaine ⥋ Sainte-Catherine — Mairie | Arras — Gare Urbaine ⥋ Sainte-Catherine — Mairie | Arras — Gare Urbaine ⥋ Sainte-Catherine — Mairie | Arras — Gare Urbaine ⥋ Sainte-Catherine — Mairie | Arras — Gare Urbaine ⥋ Sainte-Catherine — Mairie | Arras — Gare Urbaine ⥋ Sainte-Catherine — Mairie |
| TAD   | Ouverture / Fermeture — / — | Longueur —                                       | Durée 15-20 min                                  | Nb. d’arrêts 22                                  | Matériel —                                       | Jours de fonctionnement D                        | Jour / Soir / Nuit / Fêtes O / N / N / O         | Voy. / an —                                      | Exploitant Keolis Arras                          |
| TAD   | Desserte : - Communes desservis : Arras, Saint-Laurent-Blangy, Saint-Nicolas et Sainte-Catherine - Gare desservie : Arras |                                                  |                                                  |                                                  |                                                  |                                                  |                                                  |                                                  |                                                  |
| TAD   | Autre : - Arrêt non accessible aux UFR : — - Amplitudes horaires : La ligne fonctionne le dimanche et jours fériés de 13 h 15 à 18 h 25. - Transport à la demande : La ligne fonctionne avec un système de transport à la demande selon des horaires précis. - Date de dernière mise à jour : 15 août 2019. |                                                  |                                                  |                                                  |                                                  |                                                  |                                                  |                                                  |                                                  |
| TAD   | Dernière actualisation : — |                                                  |                                                  |                                                  |                                                  |                                                  |                                                  |                                                  |                                                  |

### Ma Citadine
| Ligne | Caractéristiques | Caractéristiques                                                  | Caractéristiques                                                  | Caractéristiques                                                  | Caractéristiques                                                  | Caractéristiques                                                  | Caractéristiques                                                  | Caractéristiques                                                  | Caractéristiques                                                  |
| MC1   | Ma Citadine 1 | Ma Citadine 1                                                     | Ma Citadine 1                                                     | Ma Citadine 1                                                     | Ma Citadine 1                                                     | Ma Citadine 1                                                     | Ma Citadine 1                                                     | Ma Citadine 1                                                     | Ma Citadine 1                                                     |
| MC1   | (Circulaire) Arras — Aquarena ⥋ via Les Places, Poste, Cathédrale | (Circulaire) Arras — Aquarena ⥋ via Les Places, Poste, Cathédrale | (Circulaire) Arras — Aquarena ⥋ via Les Places, Poste, Cathédrale | (Circulaire) Arras — Aquarena ⥋ via Les Places, Poste, Cathédrale | (Circulaire) Arras — Aquarena ⥋ via Les Places, Poste, Cathédrale | (Circulaire) Arras — Aquarena ⥋ via Les Places, Poste, Cathédrale | (Circulaire) Arras — Aquarena ⥋ via Les Places, Poste, Cathédrale | (Circulaire) Arras — Aquarena ⥋ via Les Places, Poste, Cathédrale | (Circulaire) Arras — Aquarena ⥋ via Les Places, Poste, Cathédrale |
| ----- | --- | ----------------------------------------------------------------- | ----------------------------------------------------------------- | ----------------------------------------------------------------- | ----------------------------------------------------------------- | ----------------------------------------------------------------- | ----------------------------------------------------------------- | ----------------------------------------------------------------- | ----------------------------------------------------------------- |
| MC1   | Ouverture / Fermeture 6 mai 2019 / — | Longueur 3,3 km                                                   | Durée —                                                           | Nb. d’arrêts 12                                                   | Matériel Bolloré Bluebus 22                                       | Jours de fonctionnement L, Ma, Me, J, V, S                        | Jour / Soir / Nuit / Fêtes O / N / N / N                          | Voy. / an —                                                       | Exploitant Keolis Arras                                           |
| MC1   | Desserte : - Commune : Arras - Principaux lieux desservis : |                                                                   |                                                                   |                                                                   |                                                                   |                                                                   |                                                                   |                                                                   |                                                                   |
| MC1   | Autre : - Amplitude horaire et fréquence : - du lundi au samedi : de 6 h 30 à 20 h 0 avec un passage toutes les 10 minutes. - Date de dernière mise à jour : 1er septembre 2020. |                                                                   |                                                                   |                                                                   |                                                                   |                                                                   |                                                                   |                                                                   |                                                                   |
| MC1   | Dernière actualisation : — |                                                                   |                                                                   |                                                                   |                                                                   |                                                                   |                                                                   |                                                                   |                                                                   |
| MC2   | Ma Citadine 2 | Ma Citadine 2                                                     | Ma Citadine 2                                                     | Ma Citadine 2                                                     | Ma Citadine 2                                                     | Ma Citadine 2                                                     | Ma Citadine 2                                                     | Ma Citadine 2                                                     | Ma Citadine 2                                                     |
| MC2   | (Circulaire) Arras — Citadelle ⥋ via Théâtre, Poste, Préfecture |                                                                   |                                                                   |                                                                   |                                                                   |                                                                   |                                                                   |                                                                   |                                                                   |
| MC2   | Ouverture / Fermeture 6 mai 2019 / — | Longueur 4 km                                                     | Durée —                                                           | Nb. d’arrêts 13                                                   | Matériel Bolloré Bluebus 22                                       | Jours de fonctionnement L, Ma, Me, J, V, S                        | Jour / Soir / Nuit / Fêtes O / N / N / N                          | Voy. / an —                                                       | Exploitant Keolis Arras                                           |
| MC2   | Desserte : - Commune : Arras - Principaux lieux desservis : |                                                                   |                                                                   |                                                                   |                                                                   |                                                                   |                                                                   |                                                                   |                                                                   |
| MC2   | Autre : - Amplitude horaire et fréquence : - du lundi au samedi : de 6 h 30 à 20 h 0 avec un passage toutes les 10 minutes. - Date de dernière mise à jour : 1er septembre 2020. |                                                                   |                                                                   |                                                                   |                                                                   |                                                                   |                                                                   |                                                                   |                                                                   |
| MC2   | Dernière actualisation : — |                                                                   |                                                                   |                                                                   |                                                                   |                                                                   |                                                                   |                                                                   |                                                                   |

### Actibus
| Ligne     | Caractéristiques | Caractéristiques                                                                     | Caractéristiques                                                                     | Caractéristiques                                                                     | Caractéristiques                                                                     | Caractéristiques                                                                     | Caractéristiques                                                                     | Caractéristiques                                                                     | Caractéristiques                                                                     |
| Actiparc  | Arras — Gare Urbaine ⥋ Athies — Actiparc | Arras — Gare Urbaine ⥋ Athies — Actiparc                                             | Arras — Gare Urbaine ⥋ Athies — Actiparc                                             | Arras — Gare Urbaine ⥋ Athies — Actiparc                                             | Arras — Gare Urbaine ⥋ Athies — Actiparc                                             | Arras — Gare Urbaine ⥋ Athies — Actiparc                                             | Arras — Gare Urbaine ⥋ Athies — Actiparc                                             | Arras — Gare Urbaine ⥋ Athies — Actiparc                                             | Arras — Gare Urbaine ⥋ Athies — Actiparc                                             |
| --------- | --- | ------------------------------------------------------------------------------------ | ------------------------------------------------------------------------------------ | ------------------------------------------------------------------------------------ | ------------------------------------------------------------------------------------ | ------------------------------------------------------------------------------------ | ------------------------------------------------------------------------------------ | ------------------------------------------------------------------------------------ | ------------------------------------------------------------------------------------ |
| Actiparc  | Ouverture / Fermeture — / — | Longueur —                                                                           | Durée 20 min                                                                         | Nb. d’arrêts 6                                                                       | Matériel —                                                                           | Jours de fonctionnement L, Ma, Me, J, V, S                                           | Jour / Soir / Nuit / Fêtes O / N / N / N                                             | Voy. / an —                                                                          | Exploitant Keolis Arras                                                              |
| Actiparc  | Desserte : - Communes desservis : Arras, Saint-Laurent-Blangy et Athies - Gare desservie : Arras |                                                                                      |                                                                                      |                                                                                      |                                                                                      |                                                                                      |                                                                                      |                                                                                      |                                                                                      |
| Actiparc  | Autre : - Arrêt non accessible aux UFR : — - Amplitudes horaires : La ligne fonctionne du lundi au vendredi de 6 h 35 à 19 h 40 et le samedi de 7 h 35 à 9 h 25 puis de 17 h à 18 h 40. - Transport à la demande : La ligne fonctionne avec un système de transport à la demande en dehors des horaires de navettes régulières. - Date de dernière mise à jour : 15 août 2019. |                                                                                      |                                                                                      |                                                                                      |                                                                                      |                                                                                      |                                                                                      |                                                                                      |                                                                                      |
| Actiparc  | Dernière actualisation : — |                                                                                      |                                                                                      |                                                                                      |                                                                                      |                                                                                      |                                                                                      |                                                                                      |                                                                                      |
| Artoipole | Arras — Gare Urbaine ⥋ Artoipole — Belgique (arrivée) / Artoipole — Irlande (départ) | Arras — Gare Urbaine ⥋ Artoipole — Belgique (arrivée) / Artoipole — Irlande (départ) | Arras — Gare Urbaine ⥋ Artoipole — Belgique (arrivée) / Artoipole — Irlande (départ) | Arras — Gare Urbaine ⥋ Artoipole — Belgique (arrivée) / Artoipole — Irlande (départ) | Arras — Gare Urbaine ⥋ Artoipole — Belgique (arrivée) / Artoipole — Irlande (départ) | Arras — Gare Urbaine ⥋ Artoipole — Belgique (arrivée) / Artoipole — Irlande (départ) | Arras — Gare Urbaine ⥋ Artoipole — Belgique (arrivée) / Artoipole — Irlande (départ) | Arras — Gare Urbaine ⥋ Artoipole — Belgique (arrivée) / Artoipole — Irlande (départ) | Arras — Gare Urbaine ⥋ Artoipole — Belgique (arrivée) / Artoipole — Irlande (départ) |
| Artoipole | Ouverture / Fermeture — / — | Longueur —                                                                           | Durée 25 min                                                                         | Nb. d’arrêts 8                                                                       | Matériel —                                                                           | Jours de fonctionnement L, Ma, Me, J, V, S                                           | Jour / Soir / Nuit / Fêtes O / N / N / N                                             | Voy. / an —                                                                          | Exploitant Keolis Arras                                                              |
| Artoipole | Desserte : - Communes desservis : Arras, Tilloy-lès-Mofflaines, Feuchy, Monchy-le-Preux et Wancourt - Gare desservie : Arras |                                                                                      |                                                                                      |                                                                                      |                                                                                      |                                                                                      |                                                                                      |                                                                                      |                                                                                      |
| Artoipole | Autre : - Arrêt non accessible aux UFR : — - Amplitudes horaires : La ligne fonctionne du lundi au vendredi de 6 h 35 à 19 h 40 et le samedi de 7 h 35 à 9 h 15 puis de 17 h à 18 h 40. - Transport à la demande : La ligne fonctionne avec un système de transport à la demande en dehors des horaires de navettes régulières. - Date de dernière mise à jour : 15 août 2019. |                                                                                      |                                                                                      |                                                                                      |                                                                                      |                                                                                      |                                                                                      |                                                                                      |                                                                                      |
| Artoipole | Dernière actualisation : — |                                                                                      |                                                                                      |                                                                                      |                                                                                      |                                                                                      |                                                                                      |                                                                                      |                                                                                      |

### Noctibus
| Ligne | Caractéristiques | Caractéristiques                          | Caractéristiques                          | Caractéristiques                          | Caractéristiques                          | Caractéristiques                          | Caractéristiques                          | Caractéristiques                          | Caractéristiques                          |
| NN    | Noctibus Nord | Noctibus Nord                             | Noctibus Nord                             | Noctibus Nord                             | Noctibus Nord                             | Noctibus Nord                             | Noctibus Nord                             | Noctibus Nord                             | Noctibus Nord                             |
| NN    | Arras — Grand'Place ⥋ Arrêts à la demande | Arras — Grand'Place ⥋ Arrêts à la demande | Arras — Grand'Place ⥋ Arrêts à la demande | Arras — Grand'Place ⥋ Arrêts à la demande | Arras — Grand'Place ⥋ Arrêts à la demande | Arras — Grand'Place ⥋ Arrêts à la demande | Arras — Grand'Place ⥋ Arrêts à la demande | Arras — Grand'Place ⥋ Arrêts à la demande | Arras — Grand'Place ⥋ Arrêts à la demande |
| ----- | --- | ----------------------------------------- | ----------------------------------------- | ----------------------------------------- | ----------------------------------------- | ----------------------------------------- | ----------------------------------------- | ----------------------------------------- | ----------------------------------------- |
| NN    | Ouverture / Fermeture Janvier 2019 / — | Longueur —                                | Durée —                                   | Nb. d’arrêts —                            | Matériel —                                | Jours de fonctionnement V, S              | Jour / Soir / Nuit / Fêtes N / O / N / N  | Voy. / an —                               | Exploitant Keolis Arras                   |
| NN    | Desserte : - Communes desservis : Arras, Anzin-Saint-Aubin, Sainte-Catherine, Saint-Nicolas, Saint-Laurent-Blangy, Athies et Feuchy - Gare desservie : Arras |                                           |                                           |                                           |                                           |                                           |                                           |                                           |                                           |
| NN    | Autre : - Arrêt non accessible aux UFR : — - Amplitudes horaires : La ligne fonctionne le vendredi, le samedi et lors de certains grands événements sur la communauté urbaine d'Arras à raison de trois passages le soir à 22 h, 23 h et minuit. - Fonctionnement : La ligne dépose les voyageurs à la demande aux arrêts de bus présents dans les communes citées ci-dessus. - Date de dernière mise à jour : 15 août 2019. |                                           |                                           |                                           |                                           |                                           |                                           |                                           |                                           |
| NN    | Dernière actualisation : — |                                           |                                           |                                           |                                           |                                           |                                           |                                           |                                           |
| NS    | Noctibus Sud | Noctibus Sud                              | Noctibus Sud                              | Noctibus Sud                              | Noctibus Sud                              | Noctibus Sud                              | Noctibus Sud                              | Noctibus Sud                              | Noctibus Sud                              |
| NS    | Arras — Grand'Place ⥋ Arrêts à la demande |                                           |                                           |                                           |                                           |                                           |                                           |                                           |                                           |
| NS    | Ouverture / Fermeture Janvier 2019 / — | Longueur —                                | Durée —                                   | Nb. d’arrêts —                            | Matériel —                                | Jours de fonctionnement V, S              | Jour / Soir / Nuit / Fêtes N / O / N / N  | Voy. / an —                               | Exploitant Keolis Arras                   |
| NS    | Desserte : - Communes desservis : Arras, Dainville, Achicourt, Agny, Beaurains et Tilloy-lès-Mofflaines - Gare desservie : Arras |                                           |                                           |                                           |                                           |                                           |                                           |                                           |                                           |
| NS    | Autre : - Arrêt non accessible aux UFR : — - Amplitudes horaires : La ligne fonctionne le vendredi, le samedi et lors de certains grands événements sur la communauté urbaine d'Arras à raison de trois passages le soir à 22 h, 23 h et minuit. - Fonctionnement : La ligne dépose les voyageurs à la demande aux arrêts de bus présents dans les communes citées ci-dessus. - Date de dernière mise à jour : 15 août 2019. |                                           |                                           |                                           |                                           |                                           |                                           |                                           |                                           |
| NS    | Dernière actualisation : — |                                           |                                           |                                           |                                           |                                           |                                           |                                           |                                           |

### Circuits scolaires

#### Collèges
| N°  | Trajets                                                                          |
| --- | -------------------------------------------------------------------------------- |
| C2  | Collège Adam de la Halle                                                         |
| C3  | Collège Marie Curie                                                              |
| C4D | Collège Denis Diderot - Dainville                                                |
| C4W | Collège Denis Diderot - Dainville - Wagnonlieu                                   |
| C5  | Collège Paul Verlaine - Saint-Laurent-Blangy - Feuchy - Athies                   |
| C6  | Collège Denis Diderot - Sainte-Catherine                                         |
| C7  | Collège François Mitterrand                                                      |
| C8  | Collège Les Louez Dieu - Secteurs Robespierre et Courbet                         |
| C9  | Collège Les Louez Dieu - Saint-Nicolas - Saint-Laurent-Blangy - Sainte-Catherine |
| C10 | Collège Charles Péguy                                                            |
| C12 | Collège Paul Verlaine - Bailleul-Sir-Berthoult - Willerval - Farbus              |
| C16 | Collège Les Louez Dieu - Arras Gare Urbaine                                      |
| C-  | Collège Paul Verlaine - Saint-Nicolas                                            |

#### Lycées
| N°   | Trajets                                            |
| ---- | -------------------------------------------------- |
| C17  | Lycée Agricole                                     |
| C18  | Lycée Guy Mollet - Collège Mitterrand Spécial 4 As |
| C19P | Pensionnaires Savary / Ferry - Le Caron            |
| C20  | Lycée Guy Mollet - Pensionnaires Square Frachon    |

#### Autres établissements
| N°  | Trajets                                                                      |
| --- | ---------------------------------------------------------------------------- |
| C1  | CFA Eiffel                                                                   |
| C21 | APRA                                                                         |
| C22 | Ateliers d'Artois                                                            |
| C23 | ESAT - Actiparc                                                              |
| C28 | Boisleux-au-Mont - Arras                                                     |
| C29 | Boyelles - Arras                                                             |
| C30 | Neuville-Saint-Vaast - Saint-Nicolas                                         |
| C31 | RPI Mercatel - Saint-Martin-sur-Cojeul - Hénin-sur-Cojeul - Neuville-Vitasse |
| C32 | RPI Mont-Saint-Éloi - Acq                                                    |
| C33 | RPI Roclincourt - Ecurie                                                     |
| C34 | RPI Farbus - Thélus                                                          |
| C35 | Mont-Saint-Éloi - Arras                                                      |
| C36 | Marœuil - Arras                                                              |
| C37 | Acq - Arras                                                                  |
| C38 | Marœuil - Arras                                                              |
| C39 | Acq- Anzin-Saint-Aubin                                                       |
| C40 | Mont-Saint-Éloi - Arras                                                      |
| C41 | Marœuil - Arras                                                              |

## Tarification

### Voyageurs occasionnels
Les utilisateurs sans abonnement doivent s'acquitter d'un ticket rechargeable coûtant 0,20€ en sus du titre de transport.
Ce ticket peut être réutilisé plus de 1000 fois et est valable 2 ans.
Ce ticket doit être validé sur le valideur présent derrière la cabine du conducteur.
Voici les différents titres pouvant être chargés sur un ticket rechargeable :
| Différents Titres    | Prix (sans le support) | Durée d'utilisation                     | Description |
| -------------------- | ---------------------- | --------------------------------------- | --- |
| Ticket unité         | 1,20€                  | 1h (à partir de la première validation) | Ticket pour une personne. Correspondances autorisées pendant une heure à partir de la première validation. À valider, même en correspondance. Retour interdit.                                               |
| Ticket Duo           | 2€                     | 1h (à partir de la première validation) | Ticket pour deux personnes ou pour un aller-retour. Correspondances autorisées pendant une heure à partir de la première validation. À valider, même en correspondance. Retour interdit avec le même ticket. |
| Pass' Journée        | 3€                     | 1 journée                               | Ticket pour une personne. Valable toute la journée. À valider à chaque montée ou correspondance. |
| Carnet de 10 tickets | 9€                     | 1h (à partir de la première validation) | Ticket pour une personne. Correspondances autorisées pendant une heure à partir de la première validation. À valider, même en correspondance. Retour interdit.                                               |
| Ticket Groupe        | 6€                     | 1h (à partir de la première validation) | Ticket pour un maximum de 10 personnes voyageant ensemble. Correspondances autorisées pendant une heure à partir de la première validation. À valider, même en correspondance. Retour interdit.              |

Tous ces titres sont vendus auprès du chauffeur, sauf le ticket groupe et le carnet de 10 tickets.

### Voyageurs réguliers
Les voyageurs réguliers possèdent une carte "Pass Pass" délivrée gratuitement par la Communauté Urbaine d'Arras et Artis avec leur titre de transport chargé dessus.
En cas de perte de la carte, elle devra être remplacée par son utilisateur pour un montant de 4€.
Cette carte doit être validée sur le valideur présent derrière la cabine du conducteur.
Voici les différents titres pouvant être chargés sur une carte Pass Pass (abonnement Artis uniquement) : 
| Différents Titres         | Prix                                | Durée de validité  | Description | Validité du titre                                   |
| ------------------------- | ----------------------------------- | ------------------ | --- | --------------------------------------------------- |
| Carte Mensuelle Solidaire | 10€/mois                            | Un mois            | Titre à charger sur carte Pass Pass nominative. Elle s'adresse aux personnes aux personnes possédant un quotient familial inférieur ou égal à 550.                                                         | L'ensemble du réseau Artis (hors lignes scolaires). |
| Carte Liberté Solidaire   | 10€/mois (juillet et août gratuits) | Un an              | Titre à charger sur carte Pass Pass nominative. Elle s'adresse aux personnes aux personnes possédant un quotient familial inférieur ou égal à 550.                                                         | L'ensemble du réseau Artis (hors lignes scolaires). |
| Carte Sénior              | 30€/an                              | Un an              | Titre à charger sur carte Pass Pass nominative. Elle s'adresse aux personnes ayant 60 ans ou plus. | L'ensemble du réseau Artis (hors lignes scolaires). |
| Carte ELAN                | 30€/an                              | Un an              | Titre à charger sur carte Pass Pass nominative. Elle est réservée aux habitants de la Communauté Urbaine d'Arras inscrits à Pôle Emploi et dont les ressources du foyer ne dépassent pas 80% du SMIC brut. | L'ensemble du réseau Artis (hors lignes scolaires). |
| Carte Scolaire CUA        | Gratuite                            | Une année scolaire | Elle est destinée aux collégiens habitants à plus de 1,2 km ou aux lycéens à plus de 3 km de leur établissement scolaire. Elle offre un aller-retour par jour (période scolaire uniquement).               | Lignes scolaires et lignes urbaines.                |
| Carte Liberté -26 ans     | 100€/an                             | Un an              | Titre à charger sur carte Pass Pass nominative. Elle est réservée aux personnes de moins de 26 ans habitant en dehors de la Communauté Urbaine d'Arras.                                                    | L'ensemble du réseau Artis (hors lignes scolaires). |
| Carte Jeune               | 30€/an                              | Un an              | Titre à charger sur carte Pass Pass nominative. Elle est réservée aux personnes de moins de 26 ans habitant dans la Communauté Urbaine d'Arras.                                                            | L'ensemble du réseau Artis.                         |
| Carte Liberté             | 20€/mois (juillet et août gratuits) | Un an              | Titre à charger sur carte Pass Pass nominative. | L'ensemble du réseau Artis (hors lignes scolaires). |
| Carte Mensuelle           | 20€/mois                            | Un mois            | Titre à charger sur carte Pass Pass nominative. | L'ensemble du réseau Artis (hors lignes scolaires). |
| Pack Artis Mobilité       | 340€/an (33,33€ par mois)           | Un an              | Ce pack offre un abonnement Liberté annuel, un vélo électrique pendant 1 an, un accès aux garage à vélo et 1 an d'abonnement "Citiz" avec 50 km offerts.                                                   | L'ensemble du réseau Artis (hors lignes scolaires). |

#### Voyager à plusieurs
Pour voyager à plusieurs avec un ticket rechargeable ou une carte Pass Pass, il faut respecter certaines étapes :
Lors de la première validation :
1. Valider une première fois le support.
2. Le présenter une deuxième fois sur le valideur.
3. Indiquer sur le clavier numérique le nombre de personnes accompagnant le titulaire du support et confirmer.
4. Valider une dernière fois le support.

Lors des validations en correspondances, il suffit de valider une seule fois le support, sans refaire les étapes ci-dessus.

## Accessibilité
Sur les 556 arrêts desservis par les 10 lignes urbaines Artis, 55% sont accessibles pour les personnes à mobilité réduite.
Les lignes les plus accessibles sont la 1, la 6 et la 7 (89% de la ligne 1 est accessible, 72% de la ligne 6 et 100% de la ligne 7). Lorsqu'un arrêt est accessible, il est repérable par le pictogramme sur les fiches horaires et par la surélévation du quai. 
Keolis Arras a décidé d'installer des écrans affichant les prochains arrêts ainsi que des informations. Il y a également des annonces sonores.

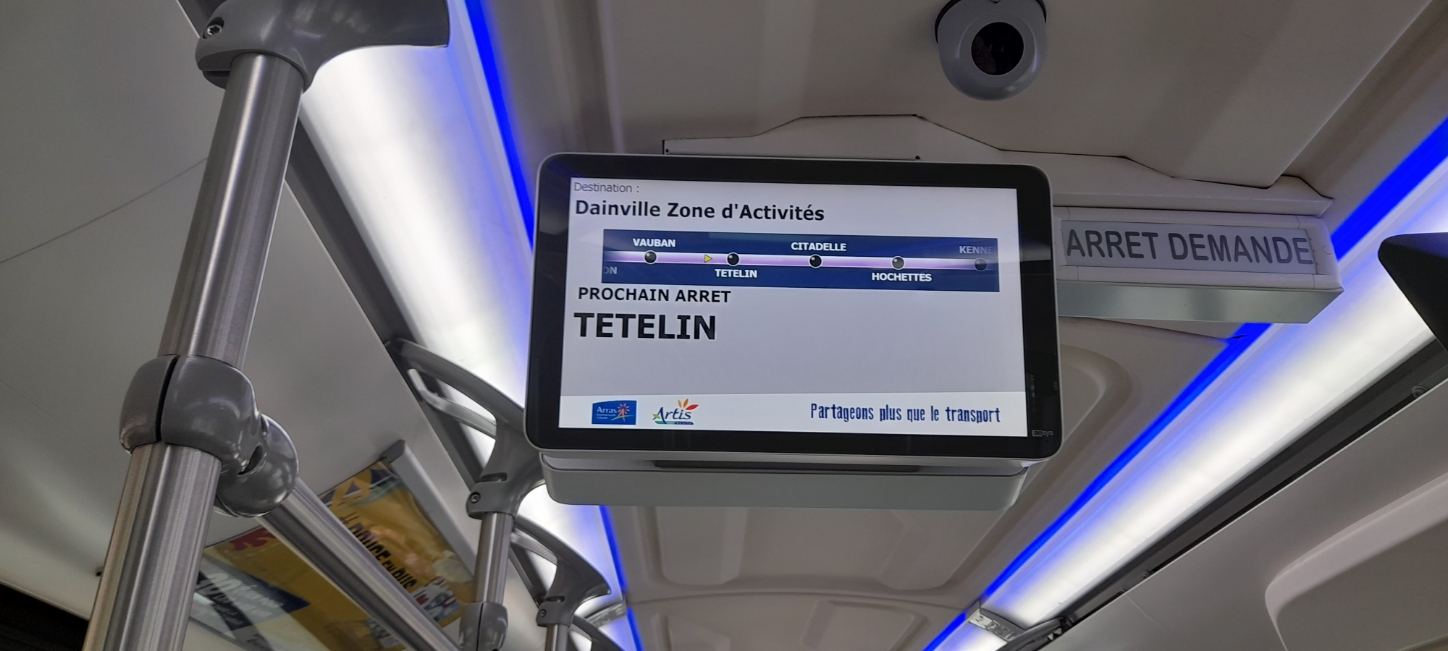
Écran de la ligne 9 affichant que le prochain arrêt est "Tételin" (Destination : Dainville Zone d'Activités)

## Sécurité
Afin de sécuriser le trajet des voyageurs, Keolis Arras a installé des caméras de vidéo-surveillance dans chacun des bus de son parc de véhicules.
Chaque bus contient au moins une caméra pour les plus petits, et jusqu'à trois pour les bus articulés. 

## Parc de véhicules

### Bus articulés
| Constructeur | Modèle               | Nombre d'unités | Numéros de coquille     | Période de mise en service           | Ligne(s) affectée(s)      | Remarque(s)          |
| ------------ | -------------------- | --------------- | ----------------------- | ------------------------------------ | ------------------------- | -------------------- |
| Renault      | Agora L              | 11              | 926-934 ; 937 ; 939-940 | Entre décembre 1997 et décembre 2001 | 9 + Lignes scolaires      | Véhicules d'occasion |
| Irisbus      | Citelis 18           | 4               | 935-936 ; 938 ; 941     | Entre 2008 et 2010                   | Lignes scolaires          | Véhicules d'occasion |
| Iveco Bus    | Urbanway 18 BHNS     | 2               | 942-943                 | Entre décembre 2016 et octobre 2017  | 1 + Lignes scolaires + SP | —                    |
| Iveco Bus    | Urbanway 18 GNV BHNS | 5               | 944-948                 | Entre juillet 2018 et août 2020      | 1 + Lignes scolaires + SP | —                    |

### Bus standards
| Constructeur | Modèle               | Nombre d'unités | Numéros de coquille | Période de mise en service          | Ligne(s) affectée(s) | Remarque(s) |
| ------------ | -------------------- | --------------- | ------------------- | ----------------------------------- | -------------------- | ----------- |
| Heuliez Bus  | GX 317               | 9               | 310-318             | Entre février 2002 et mai 2004      | Toutes les lignes    |             |
| Heuliez Bus  | GX 327               | 14              | 319-332             | Entre décembre 2005 et juillet 2010 | Toutes les lignes    | —           |
| Iveco Bus    | Urbanway 12          | 11              | 333-343             | Entre novembre 2015 et juillet 2017 | Toutes les lignes    | —           |
| Iveco Bus    | Urbanway 12 GNV BHNS | 11              | 344-354             | Entre juin 2018 et août 2020        | Toutes les lignes    | —           |

### Midibus
| Constructeur | Modèle          | Nombre d'unités | Numéros de coquille | Période de mise en service | Ligne(s) affectée(s) | Remarque(s) |
| ------------ | --------------- | --------------- | ------------------- | -------------------------- | -------------------- | ----------- |
| Iveco Bus    | Urbanway 10 GNV | 3               | 504-506             | Juillet 2018               | 3, 4, 5 et 7         | —           |

### Galerie photographique

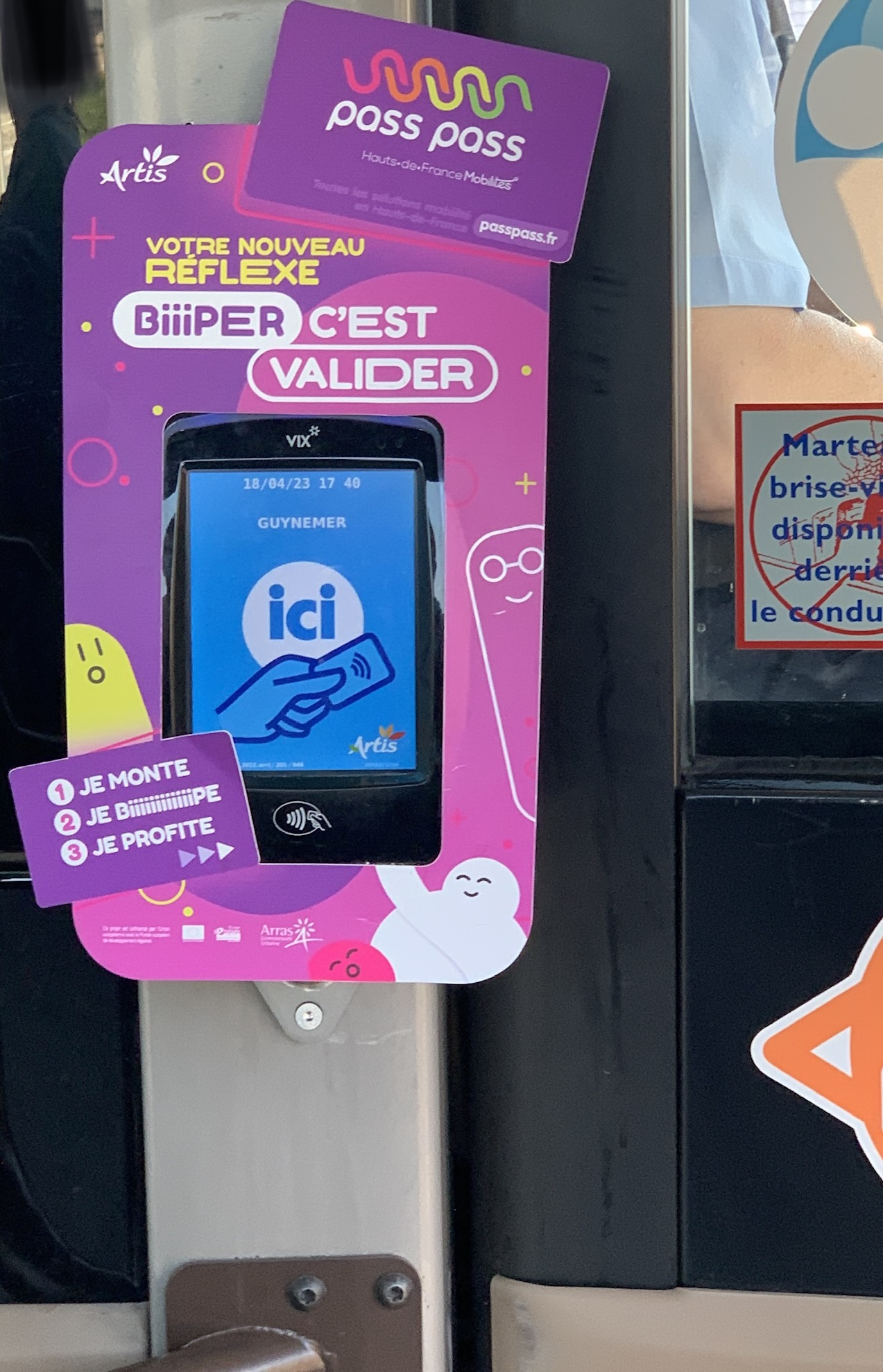
Valideur des tickets rechargeables et des cartes Pass Pass à l'arrêt Guynemer à Dainville

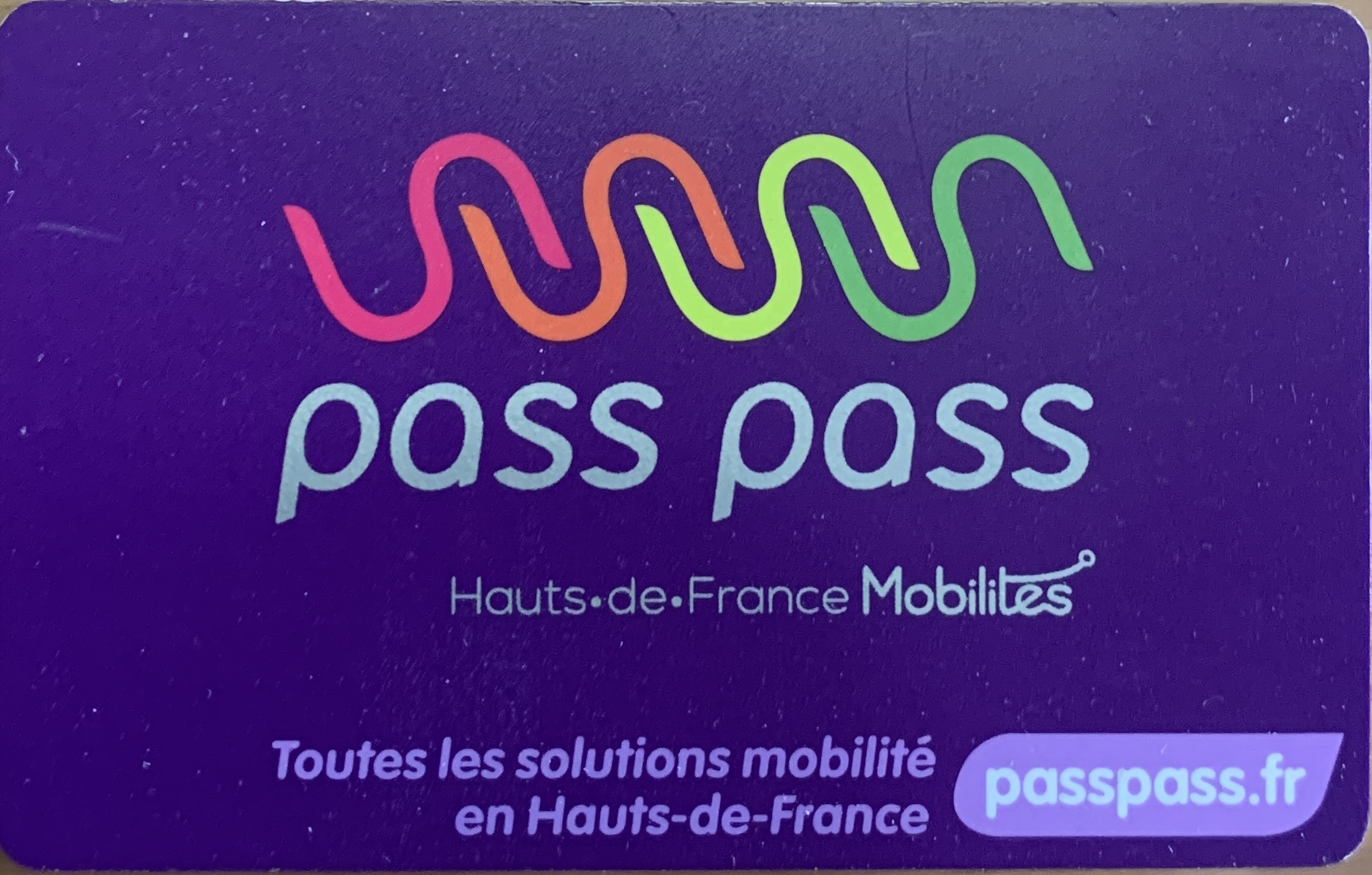
Carte Pass Pass délivrée par Artis

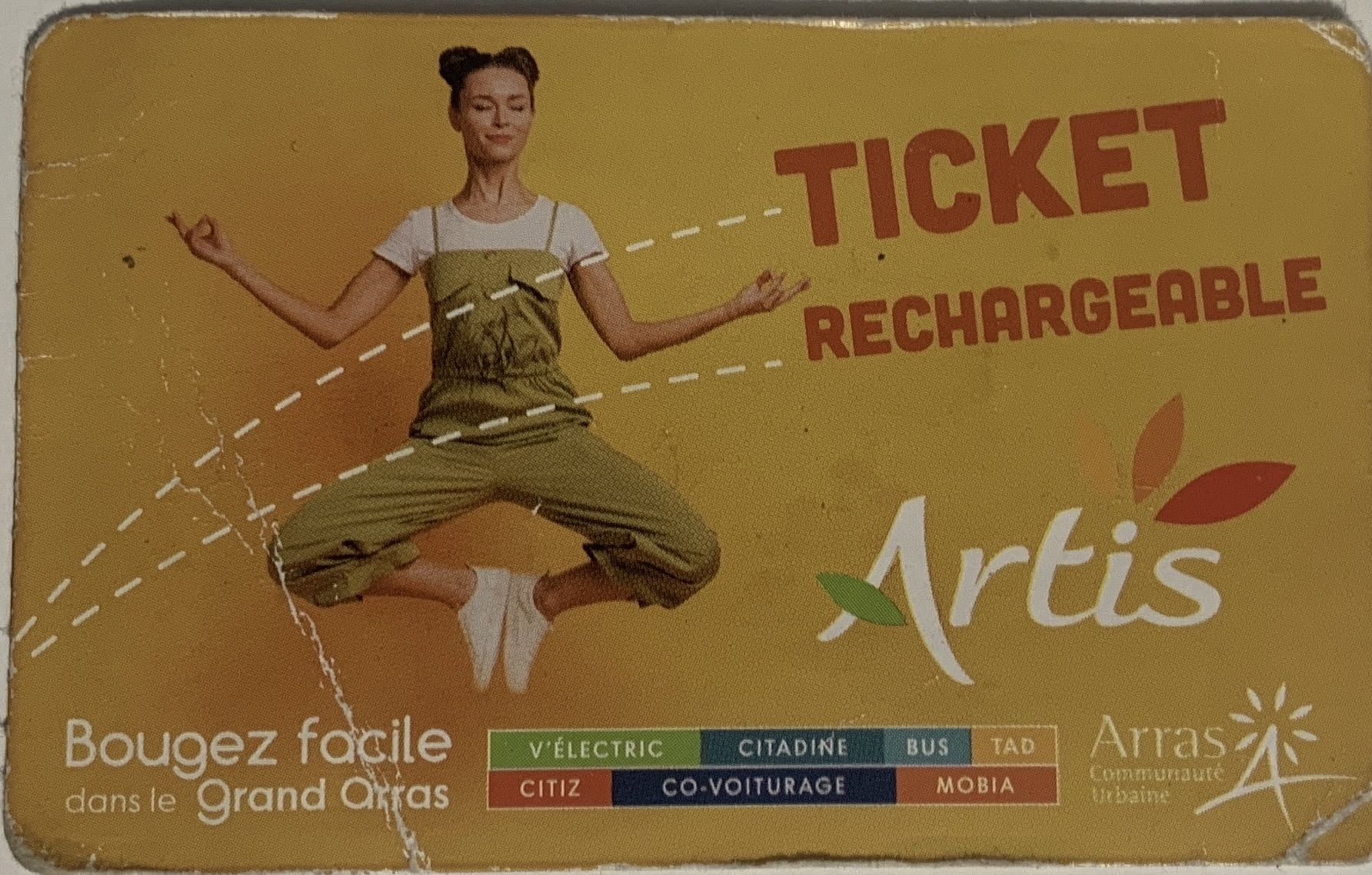
Ticket rechargeable Artis

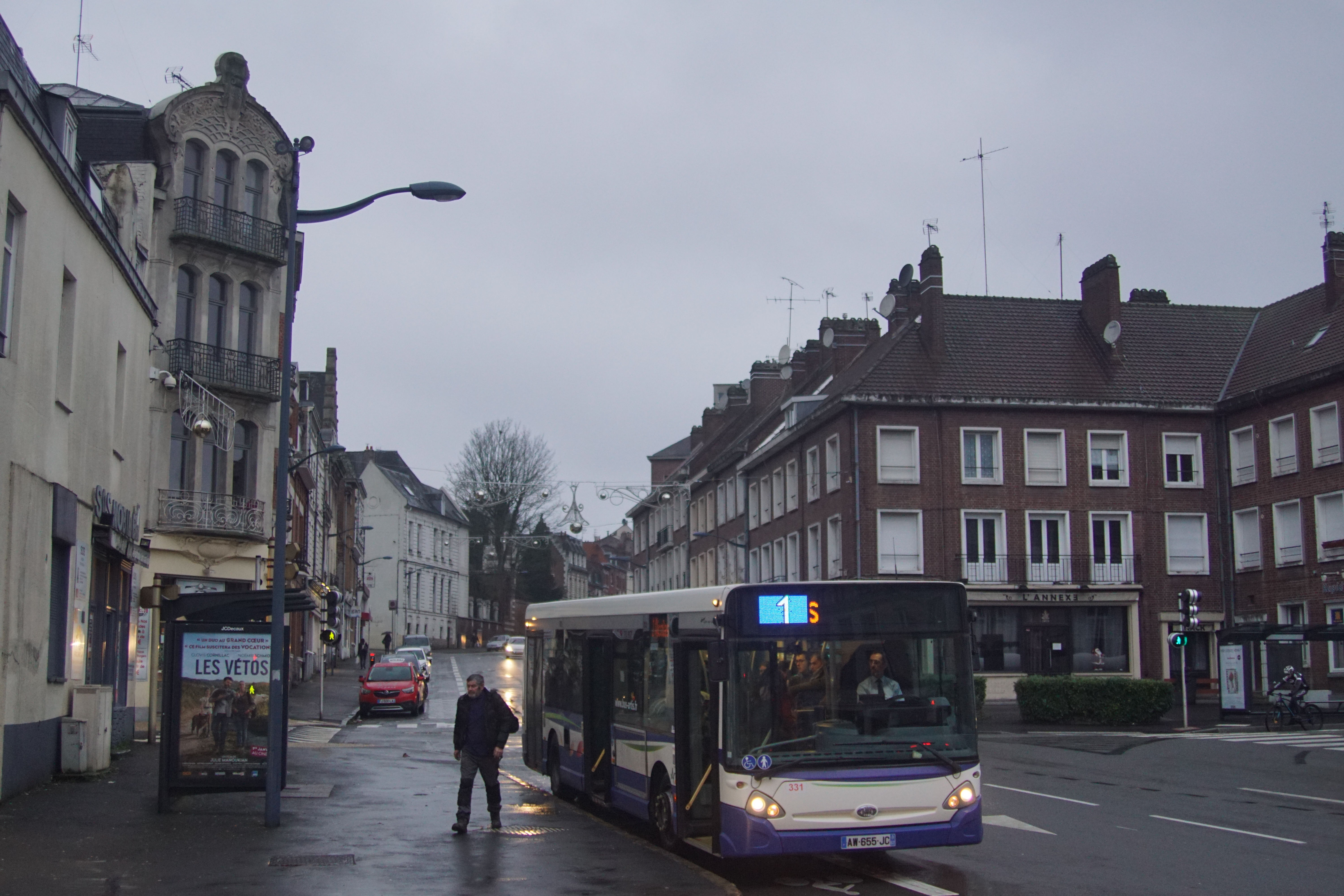
Un Heuliez GX 327 sur la ligne 1, à l'arrêt Pont de Cité.
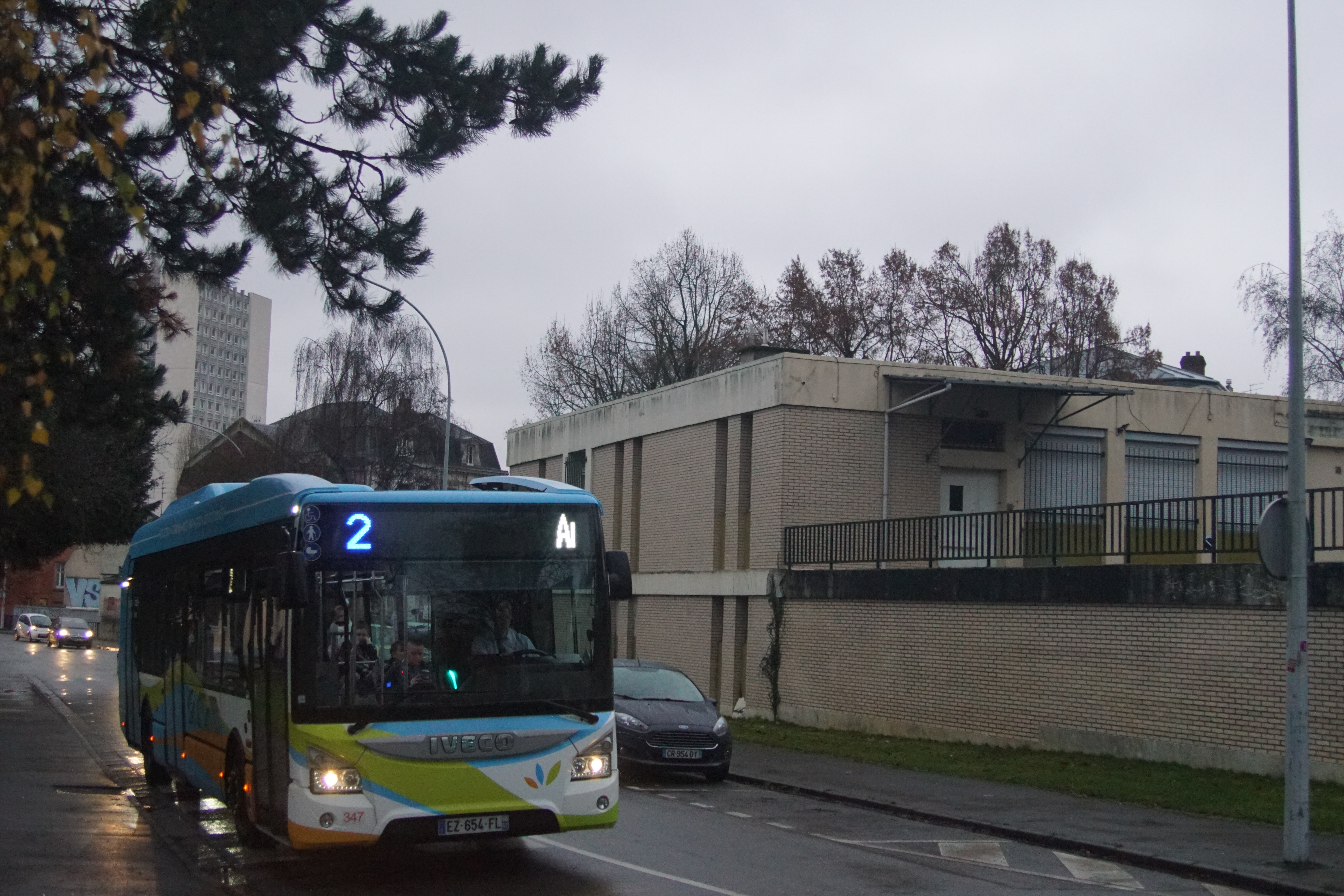
Près de l'arrêt Minelle - Turenne, un Iveco Urbanway 12 CNG sur la ligne 2 du réseau urbain d'Arras.
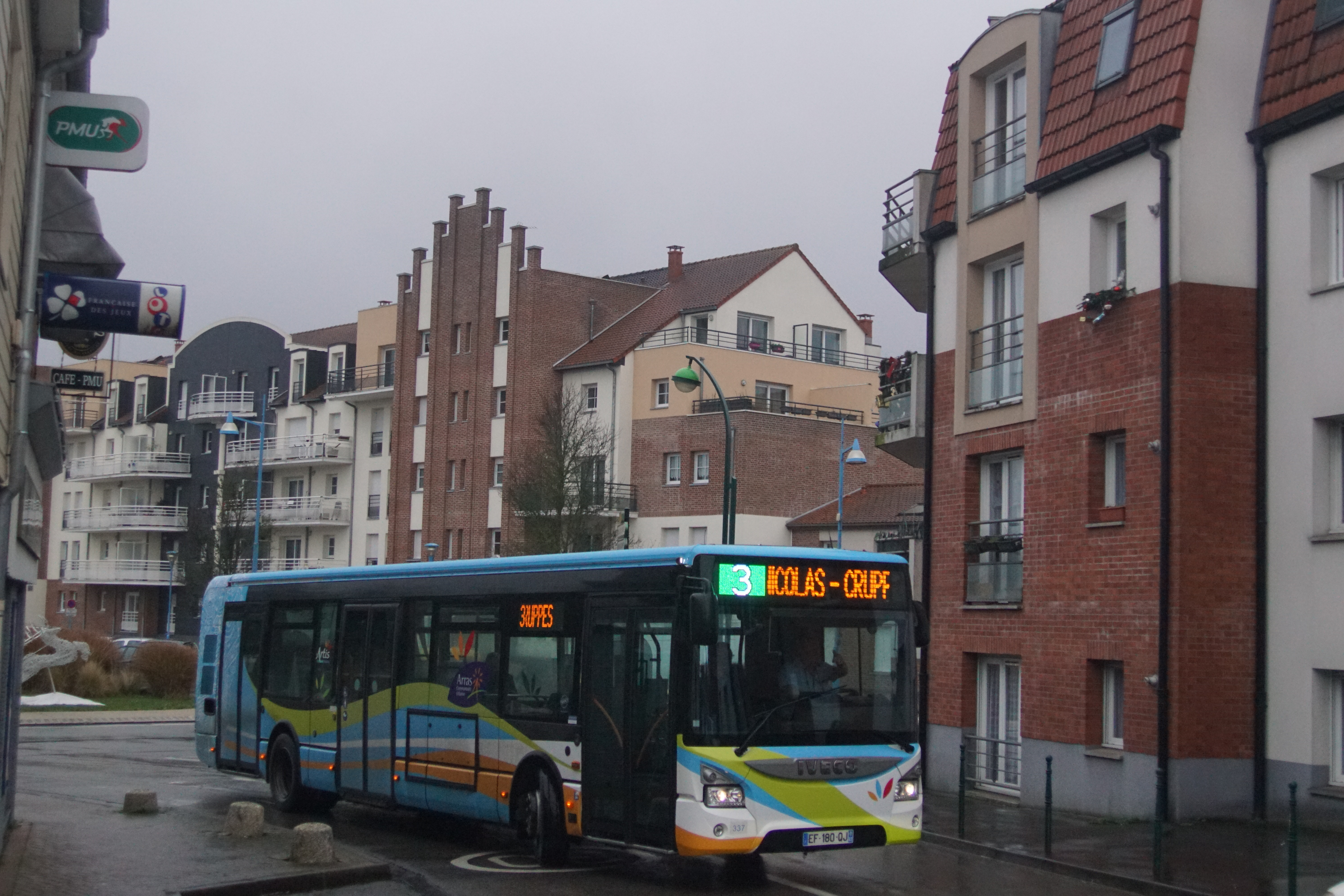
À Saint-Laurent-Blangy, un Iveco Urbanway 12 assure une course de la ligne 3.

### Accessibilité
22 des 34 bus "standard" sont munis de rampes PMR et d'un plancher plat. L'ensemble des navettes Ma Citadine sont également accessibles aux personnes à mobilité réduite.